# Puerto Montt
Puerto Montt es una ciudad y comuna de la zona sur de Chile, capital de la provincia de Llanquihue y de la Región de Los Lagos. Se encuentra a 918 km de Santiago, frente al seno de Reloncaví y posee una población urbana y rural de 245 902 habitantes. Limita al norte con Puerto Varas, al este con Cochamó, al suroeste con Calbuco y al oeste con Maullín y Los Muermos. Junto con Alerce, Puerto Varas y Llanquihue forma el área metropolitana de Puerto Montt, que según el censo de 2024 supera los 308 071 habitantes.
Fundada en 1853 durante el proceso de colonización alemana de Valdivia, Osorno y Llanquihue, Puerto Montt se ha convertido en una de las principales ciudades de la zona sur-austral de Chile. Su ubicación estratégica —al final de la depresión intermedia— la convierte en la principal puerta de entrada al archipiélago de Chiloé y a la Patagonia chilena, y anualmente recibe a más de 500 000 visitantes, siendo el segundo destino de la región después de la cuenca del lago Llanquihue.
La comuna es también capital de la acuicultura nacional y particularmente de la industria salmonera chilena, que en 2019 generó ingresos por 5135 millones de dólares, posicionando al salmón como el principal producto de exportación de Chile después de la gran minería del cobre.

## Historia

### Periodo prehispánico y colonial
Se han encontrado rastros de grupos cazadores-recolectores de hace 14 800 años en el sector de Monte Verde. En Piedra Azul, en la bahía de Chamiza, se instalaron hace más de seis mil años. Durante la época prehispánica la zona era habitada por los huilliches.
Después de la llegada de los conquistadores españoles, la zona donde está emplazada actualmente la ciudad dependería en la época colonial del gobierno de Chiloé; pero después del desastre de Curalaba, los españoles ya no tenían presencia real en él, a excepción de los fuertes chilotes situados en la provincia. En el siglo XVII, los españoles mantuvieron un mayor contacto en la zona por medio de malocas esclavistas; la frontera con los huilliches era «de guerra viva» con salidas desde Chacao, Carelmapu y Calbuco. Producto de ello, los huilliches que habitaban la zona terminaron por abandonar los terrenos vecinos a los fuertes chilotes que fueron instalados en el territorio de la actual provincia de Llanquihue; de tal manera que en el siglo XVIII se consideraba deshabitado el territorio boscoso de esa zona (las malocas españolas finalmente dejaron de realizarse por orden de la Capitanía General).
Posteriormente, durante la guerra de la independencia, luego del combate de El Toro en marzo de 1820, la región comenzó a pasar definitivamente al dominio de la nueva República de Chile, proceso que se concretó en 1826 con la anexión de Chiloé al territorio nacional tras la firma del tratado de Tantauco.

### Astillero de Melipulli
Desde fines del siglo XVIII y hasta la década de 1850, el sector donde se fundaría Puerto Montt ya era conocido por las denominaciones Cayenel (sector oeste) y Melipulli (sector este; del mapudungun: cuatro colinas); administrativamente pertenecía al partido de Calbuco y —después de 1833— al departamento de Calbuco.
La producción maderera de la provincia de Chiloé —cuyo principal producto era la tabla de alerce— se concentraba fundamentalmente en el departamento de Calbuco y en sus sectores cordilleranos, con una temporada anual que duraba ocho meses y a la que acudían miles de hacheros. Hacia 1851, existían 35 astilleros en la costa norte y oriente del seno de Reloncaví, el estuario de Reloncaví y la costa nororiental del golfo de Ancud, y la producción anual superaba la cifra de dos millones y medio de tablas de alerce. Y Melipulli era uno de los principales astilleros, por su cercanía a Calbuco, por su bahía y extensa playa, y por estar cerca de los mejores alerzales, que se encontraban en la depresión intermedia entre Reloncaví y el lago Llanquihue.
Para 1840, la «costa firme» del departamento de Calbuco tenía 1684 habitantes; en el verano de 1842, Melipulli registraba 27 a 30 ranchos y una población «con más de doscientas almas», según las observaciones de Bernardo Philippi. En 1852, ante la inminente fundación de una nueva villa, vecinos de Melipulli, Tenglo, Coihuín y Lenca construyeron una nueva capilla, bautizada como San Juan de Dios, en lo que hoy es el comienzo de calle Egaña.

### Fundación de Puerto Montt

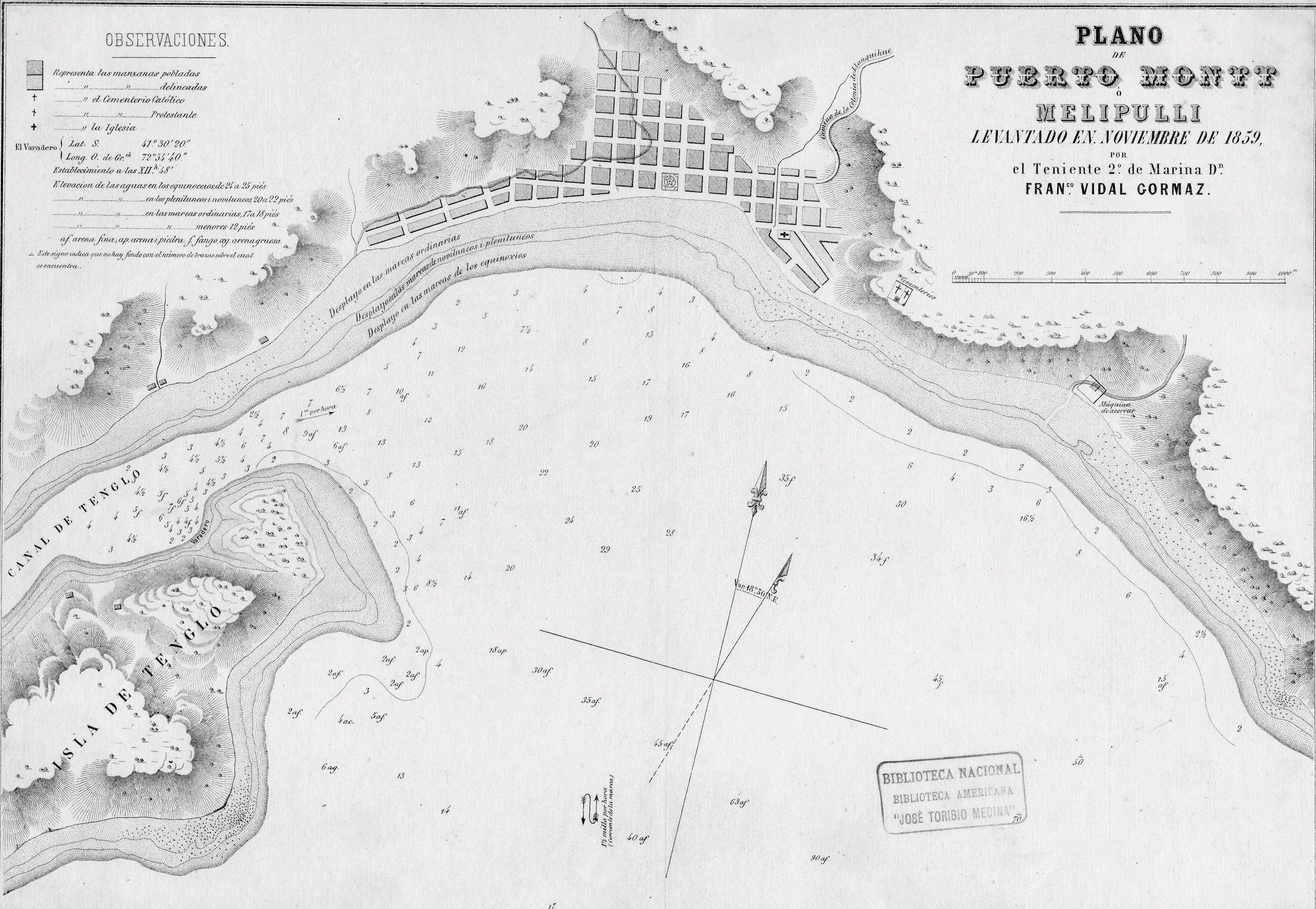
Plano de la ciudad en 1859, realizado por Francisco Vidal Gormaz.

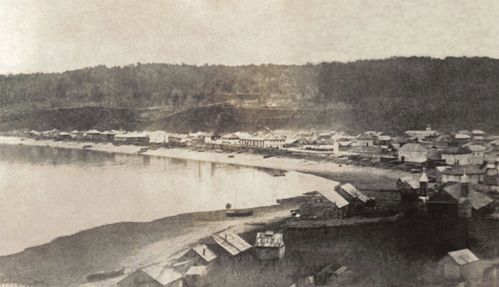
Puerto Montt en 1862.

En 1852 comenzaron a llegar los primeros alemanes a la ciudad, en el marco del proceso de colonización alemana del sur de Chile impulsado por el gobierno del presidente de la época, Manuel Montt, que tenía por objeto poblar con colonos europeos territorios considerados despoblados y por tanto desaprovechados para la economía nacional. En este contexto, Vicente Pérez Rosales, el comandante gobernador de Chiloé José Ramírez, el capitán de fragata Buenaventura Martínez, el párroco Miguel Sevilla y el alemán Santiago Foltz Weisbeck, tomaron la iniciativa de fundar en las márgenes de la bahía de Melipulli, el 12 de febrero de 1853, la ciudad de Puerto Montt, llamada así en honor al presidente Manuel Montt.
La fundación oficial, de todos modos, recién ocurrió cuatro meses y medio después, el 27 de junio: mediante dos decretos el gobierno de Manuel Montt creó el Territorio de Colonización de Llanquihue —a partir de territorios de las provincias de Valdivia y Chiloé— y fundó oficialmente el poblado «Astillero de Melipulli», en el mismo lugar que el «Puerto Montt» creado por Pérez Rosales. Melipulli fue establecido como cabecera de la nueva división administrativa y Vicente Pérez Rosales quedó designado como intendente del nuevo territorio, cargo que mantuvo hasta 1854. Hasta 1893 el nombre «Melipulli» seguiría siendo predominante entre sus habitantes.
Desde fines del siglo XIX hasta la segunda década del siglo XX, Puerto Montt desarrolló una intensa vinculación comercial con la ciudad argentina de San Carlos de Bariloche a través del Paso Fronterizo Vicente Pérez Rosales. Este activo comercio, vinculado a la presencia de colonos alemanes a ambos lados de la frontera, desaparecería con la instalación de controles fronterizos por parte de ambos países en las décadas siguientes.

### SigloXX

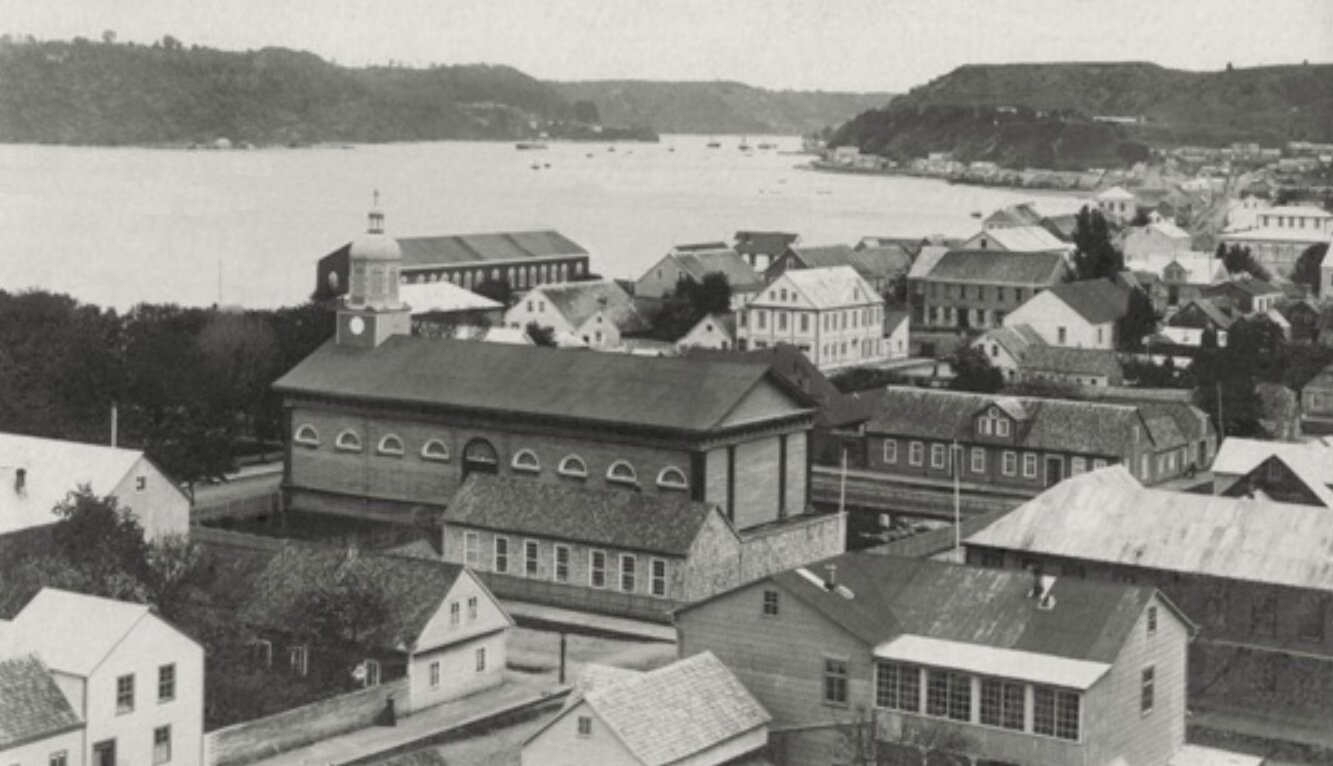
Puerto Montt en 1905.

A nivel nacional, en 1907 comenzó a tenderse la vía férrea entre Puerto Montt y Osorno. Aunque fue terminada el 15 de octubre de 1911, recién al año siguiente entró en funcionamiento; primero transportando pasajeros y luego, desde 1913, carga. Entre 1921 y 1931 circuló en la ciudad un tranvía a tracción animal —también denominado «carros de sangre»— que conectaba el centro con Angelmó y que fue uno de los primeros sistemas de locomoción colectiva de la ciudad.
Pese a su condición marítima, hasta la década de 1930 Puerto Montt no contaba con puerto. Durante los primeros 80 años de existencia de la ciudad, la carga y descarga de mercancía se hacía en el muelle frente a la plaza de Armas y en Angelmó, por lo que la inauguración del puerto en 1934 fue un hito clave en el desarrollo de la comuna y la provincia de Llanquihue. La obra —cuyas faenas se iniciaron en 1930 y tuvieron un costo por sobre los 10 millones de pesos de la época— significó la colocación de tablestacas, luego el relleno, la expropiación de propiedades, el desmonte de parte del cerro Miramar y la construcción de un molo de atraque, entre otras labores. El malecón se extendió hasta la estación de ferrocarriles, por lo que la ciudad ganó una nueva explanada en la primera línea frente al mar. Gracias a su puerto, Puerto Montt comenzó a potenciar su importancia marítima en la zona sur austral, al convertirse en el principal punto de conexión marítima entre la recién creada provincia de Aysén y el resto del país.
Puerto Montt fue una de las comunas más devastadas por el terremoto de Valdivia de 1960. Si bien la cantidad de fallecidos no superó la centena —en ese tiempo la población urbana bordeaba los 36 000 habitantes—, alrededor del 70 % de las construcciones de la ciudad sufrieron distintos grados de destrucción, quedando en estado irreparable o inhabitable. En las zonas bajas se llegó a registrar una intensidad de XI en la escala de Mercalli. El puerto, la costanera, la estación de ferrocarriles, Angelmó, el barrio Chorrillos-Miraflores y Población Modelo fueron algunos de los sectores más afectados, mientras que en Población Modelo —debido al deslizamiento de laderas— se registró el mayor número de víctimas. El aeropuerto El Tepual —cuya pista había sido terminada recientemente por lo que fue abierto para atender la catástrofe— cumplió un rol crítico (junto con la base aérea de Chamiza) para el establecimiento de un puente aéreo de ayuda internacional con el cual se auxilió a los miles de afectados en la zona, ya que era el único aeropuerto que se encontraba en la zona afectada al sur de Concepción. La gran destrucción causada en la comuna y provincia fue el ímpetu con el cual la ciudad empezaría después a expandirse hacia sus terrazas, gracias a la creación de nuevas poblaciones que abastecerían la alta demanda de viviendas que provocó el terremoto.
Durante el gobierno de Eduardo Frei Montalva, unas 90 familias apoyadas por el regidor socialista y diputado electo Luis Espinoza ocuparon el 4 de marzo de 1969 terrenos no habitados pertenecientes a la familia Irigoin, con el objetivo de establecer futuras viviendas. La madrugada del 9 del mismo mes, 200 carabineros ingresaron al terreno para iniciar el desalojo ordenado por el Ministerio del Interior, encabezado por Edmundo Pérez Zujovic. Como resultado de la represión policial perecieron once pobladores, entre ellos un niño de nueve meses, y otros 50 pobladores resultaron heridos. El acontecimiento se conoce como la masacre de Puerto Montt.
En 1974, con el decreto ley 575, la dictadura militar estableció una nueva organización político administrativa en Chile, y Puerto Montt se convirtió en la capital de la Región de Los Lagos.
Para 1982, la comuna ya alcanzaba los 103 680 habitantes. A partir de fines de los años 80, la ciudad empezó a experimentar un nuevo crecimiento acelerado, tanto en población como en el ámbito económico, debido fundamentalmente a la instalación de la industria salmonera chilena, de la cual Puerto Montt se convirtió en su punto neurálgico. En los años 90, Chile ya era el segundo país a nivel mundial en exportación de salmónidos, siendo superado solo por Noruega.

### SigloXXI
El crecimiento de la ciudad siguió avanzando a comienzos del siglo XXI. En 2002 la población de la comuna llegaba a 175 938 habitantes. Ese mismo año se inauguró la ciudad satélite de Alerce, ambicioso proyecto habitacional desarrollado por el Estado que tuvo como objetivo la construcción de viviendas sociales con el fin de dar solución al déficit de viviendas que había en la época. Alerce era una pequeña localidad ubicada en el antiguo camino a Puerto Varas, a orillas del río Negro (límite comunal) que contaba en 1992 con 1752 habitantes (1488 en Puerto Montt y 264 en Puerto Varas), Durante la siguiente década después de su creación, la ciudad satélite sobrepasaría los 50 mil habitantes y Alerce Norte se anexaría —en 2012— a Puerto Montt, quedando la ciudad satélite de esta manera completamente bajo la administración de la capital regional.
En diciembre de 2005 se inauguró la estación La Paloma —y con ello retornó el tren de pasajeros a la ciudad luego de once años de ausencia—; pero el servicio solo duró hasta marzo de 2007, debido a la mala gestión de la Empresa de los Ferrocarriles del Estado. La estación se reinauguró 18 años después, en abril de 2025, formando parte del actual recorrido Tren Llanquihue-Puerto Montt.
La erupción del volcán Chaitén en mayo de 2008 provocó la evacuación de más de ocho mil personas de Chaitén, Futaleufú y Palena —comunas afectadas por el desastre natural—, la mayoría hacia Puerto Montt. Más de 300 personas estuvieron albergadas en recintos de la comuna, mientras que miles más se quedaron de allegados en casas de familiares o conocidos en las provincias de Osorno, Llanquihue y Chiloé, y otros tantos en Aysén.
Entre los años 2008 y 2009, la industria salmonera vivió una aguda crisis económica —y por lo tanto sentida en la ciudad y en la región—, debido a la aparición del virus ISA, que afectó a las empresas tanto en su capital como en materia laboral. Hubo despidos masivos y aumentó considerablemente la cesantía.
Dado su emplazamiento geográfico, al término de Chile continental y al inicio del Chile insular, patagónico y antártico, Puerto Montt continúa siendo en el siglo XXI el principal centro de negocios del sur de Chile, heredero de un riquísimo y antiguo patrimonio cultural. La gama de servicios que ofrece la ciudad está orientada al turismo, a la actividad pesquera y acuícola, al transporte y telecomunicaciones, a la agricultura y ganadería.

## Geografía

### Geomorfología
La comuna de Puerto Montt se encuentra emplazada en las unidades geomorfológicas de Llano central con morrenas y conos, Cordillera volcánica activa y lagos de barrera morrénica; zona que se localiza en el final de la depresión intermedia, o del Chile geográfico, el que se hunde en el seno de Reloncaví dando lugar a la Patagonia chilena. Al este limita con la precordillera.

### Clima

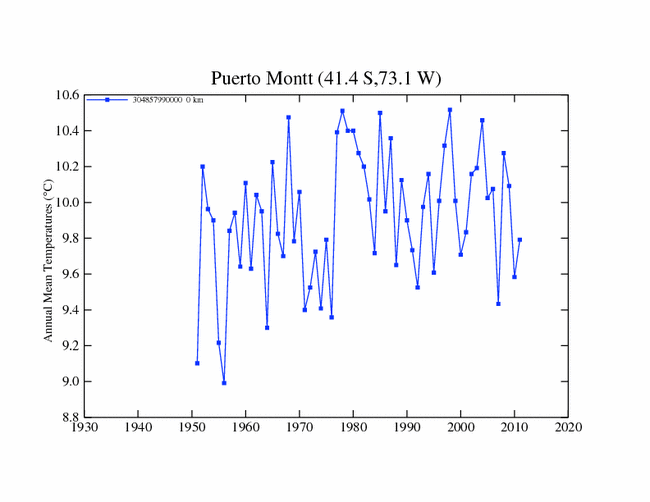
Termografía promedio del aire en casilla meteo, 1949 a 2010 (NASA)

La comuna presenta según la clasificación climática de Köppen clima de tundra (ET), clima de tundra de lluvia invernal (ET (s)), clima templado lluvioso (Cfb), clima templado lluvioso con leve sequedad estival (Cfb (s)), clima templado lluvioso e influencia costera (Cfb (i)), clima templado lluvioso frío (Cfc) y clima templado lluvioso frío con leve sequedad estival (Cfc (s)), con precipitaciones abundantes y constantes en todo el año, temperaturas suaves, de escasa oscilación anual y diaria. 
La ciudad carece de una estación seca, ya que si bien entre los meses de octubre y abril las precipitaciones disminuyen, superan los 69 mm. En invierno, las temperaturas mínimas son de -3 a 4 °C e incluso bajar de los -7 °C, y las máximas de 10 a 11 °C, por su parte, en verano las mínimas rodean los 14 °C y las máximas templadas de 18 °C a 20 °C, incluso en ocasiones superan los 32 °C.
| Parámetros climáticos promedio de Puerto Montt (Aeropuerto Internacional El Tepual) 1991–2020, extremos 1964–presente | Parámetros climáticos promedio de Puerto Montt (Aeropuerto Internacional El Tepual) 1991–2020, extremos 1964–presente | Parámetros climáticos promedio de Puerto Montt (Aeropuerto Internacional El Tepual) 1991–2020, extremos 1964–presente | Parámetros climáticos promedio de Puerto Montt (Aeropuerto Internacional El Tepual) 1991–2020, extremos 1964–presente | Parámetros climáticos promedio de Puerto Montt (Aeropuerto Internacional El Tepual) 1991–2020, extremos 1964–presente | Parámetros climáticos promedio de Puerto Montt (Aeropuerto Internacional El Tepual) 1991–2020, extremos 1964–presente | Parámetros climáticos promedio de Puerto Montt (Aeropuerto Internacional El Tepual) 1991–2020, extremos 1964–presente | Parámetros climáticos promedio de Puerto Montt (Aeropuerto Internacional El Tepual) 1991–2020, extremos 1964–presente | Parámetros climáticos promedio de Puerto Montt (Aeropuerto Internacional El Tepual) 1991–2020, extremos 1964–presente | Parámetros climáticos promedio de Puerto Montt (Aeropuerto Internacional El Tepual) 1991–2020, extremos 1964–presente | Parámetros climáticos promedio de Puerto Montt (Aeropuerto Internacional El Tepual) 1991–2020, extremos 1964–presente | Parámetros climáticos promedio de Puerto Montt (Aeropuerto Internacional El Tepual) 1991–2020, extremos 1964–presente | Parámetros climáticos promedio de Puerto Montt (Aeropuerto Internacional El Tepual) 1991–2020, extremos 1964–presente | Parámetros climáticos promedio de Puerto Montt (Aeropuerto Internacional El Tepual) 1991–2020, extremos 1964–presente |
| Mes | Ene. | Feb. | Mar. | Abr. | May. | Jun. | Jul. | Ago. | Sep. | Oct. | Nov. | Dic. | Anual |
| --- | --- | --- | --- | --- | --- | --- | --- | --- | --- | --- | --- | --- | --- |
| Temp. máx. abs. (°C)                                                                                                  | 34.7 | 35.1 | 31.6 | 25.8 | 20.8 | 20.0 | 20.9 | 19.9 | 24.2 | 24.8 | 28.1 | 30.4 | 35.1 |
| Temp. máx. media (°C)                                                                                                 | 20.0 | 19.9 | 18.1 | 15.1 | 12.9 | 10.5 | 10.2 | 11.2 | 12.9 | 14.5 | 16.5 | 18.5 | 15.0 |
| Temp. media (°C) | 14.3 | 14.1 | 12.6 | 10.4 | 8.9 | 7.1 | 6.4 | 7.1 | 8.1 | 9.6 | 11.4 | 13.1 | 10.3 |
| Temp. mín. media (°C)                                                                                                 | 9.2 | 8.9 | 8.1 | 6.5 | 5.7 | 4.4 | 3.5 | 3.8 | 4.1 | 5.4 | 6.9 | 8.3 | 6.2 |
| Temp. mín. abs. (°C)                                                                                                  | 0.8 | 0.4 | -0.8 | -3.4 | -6.0 | -6.4 | -7.1 | -5.1 | -5.4 | -2.3 | -0.5 | -0.3 | -7.1 |
| Precipitación total (mm)                                                                                              | 77.3 | 69.0 | 99.3 | 141.9 | 181.3 | 213.4 | 177.4 | 174.9 | 115.5 | 120.7 | 102.1 | 92.8 | 1565.6 |
| Días de precipitaciones (≥ 1.0 mm)                                                                                    | 9.7 | 8.3 | 11.5 | 14.3 | 16.2 | 19.2 | 18.0 | 18.2 | 15.3 | 15.1 | 12.8 | 11.4 | 170.0 |
| Horas de sol | 237.6 | 210.3 | 169.7 | 114.7 | 77.5 | 53.2 | 74.5 | 102.8 | 131.2 | 158.8 | 175.9 | 207.0 | 1713.2 |
| Humedad relativa (%)                                                                                                  | 79 | 80 | 84 | 88 | 91 | 91 | 90 | 88 | 85 | 83 | 81 | 80 | 85 |
| Fuente n.º 1: Dirección Meteorológica de Chile                                                                        | | | | | | | | | | | | | |
| Fuente n.º 2: NOAA (días con precipitaciones 1991–2020)                                                               | | | | | | | | | | | | | |

### Hidrología
La comuna se halla en la cuenca hidrográfica de Cuencas e islas entre río Bueno y río Puelo. Además, la comuna posee diversos cuerpos de agua, entre los que se destacan el lago Chaiquenes, lago Chapo, lago Siete Islas y lago Triángulo, laguna Arena, laguna Bellavista, laguna Campana, laguna El Pan, laguna Fría, laguna Gaviotas, laguna Hernández, laguna Las Gualas, laguna Mansa, laguna Montaña, laguna Sargazo y laguna Valle Volcanes; y río Amarillo, río Arenas, río Blanco, río Chaica, río Chaqueihua, río Chepa, río Chico, río Coihue, río Coihuin o Chamiza, río Colorado, río Correntoso, río Cululi, río El Gato, río Este, río Fontema, río Gómez, río González, río Juntas, río La Culebra, río Las Marcas, río Lenca, río Los Patos, río Maullín, río Negro, río Oroco, río Oyarzo, río Pangal, río Pato, río Piedras, río Pitote, río Playa Blanca, río Sur, río Toledo, río Trapen, río Tronador y río Venado.

## Medio ambiente

Trazado simplificado de los ecosistemas y cuerpos de agua presentes en la comuna de Puerto Montt.

### Componentes bióticos
Dentro del territorio de la comuna se pueden hallar los siguientes ecosistemas:
- Bosque caducifolio templado andino donde predominan Nothofagus pumilio y Ribes cucullatum (Preocupación menor)
- Bosque resinoso templado andino donde predomina Fitzroya cupressoides (Casi amenazado)
- Bosque siempreverde templado andino donde predominan Nothofagus dombeyi y Saxegothaea conspicua (Casi amenazado)
- Bosque siempreverde templado interior donde predominan Nothofagus nitida y Podocarpus nubigenus (Preocupación menor)
- Matorral bajo templado andino donde predominan Adesmia longipes y Senecio bipontinii (Vulnerable)

### Medidas de protección ambiental y conflictos socioambientales
Hasta 2022, la comuna de Puerto Montt cuenta con las siguientes zonas que poseen algún nivel de protección ambiental:
- Alerce Mountain Lodge o Fundo Lenca (Iniciativa de Conservación Privada)[62]
- Bioparque Austral (Iniciativa de Conservación Privada)[63]
- Bosques Templados Lluviosos (Reserva Biósfera)[64]
- El Comesebo Microparque (Iniciativa de Conservación Privada)[65]
- Humedal Antiñir (Humedal urbano)[66]
- Humedal Mallinko Abtao Lawal (Humedal urbano)[67]
- Humedal Parque Luis Ebel (Humedal urbano)[68]
- Humedal Rupallán (Humedal urbano)[69]
- Humedal Valle Volcanes (Humedal urbano)[70]
- Monumento Natural Lahuen Ñadi (Monumento Natural)[71]
- Parque del Estuario (ex Factoría) (Iniciativa de Conservación Privada)[72]
- Parque Katalapi (Iniciativa de Conservación Privada)[73]
- Parque Nacional Alerce Andino (Parque Nacional)[74]
- Reserva Forestal Llanquihue (Reserva Forestal)[75]
- río Maullín (Sitios Ley 19.300)[76]
- Santuario de la Naturaleza Bosque fósil de Punta Pelluco (Santuario de la Naturaleza)[77]
- Santuario de la Naturaleza Humedales del Río Maullín (Santuario de la Naturaleza)[78]
- Santuario de la Naturaleza Parque Katalapi (Santuario de la Naturaleza)[79]

## Demografía
| Año  | Población total (hab.) | Población urbana | % Pob. urbana |              |
| ---- | ---------------------- | ---------------- | ------------- | ------------ |
| 1865 | 7785                   | 2030             | 26,1 %        | [ 83 ]       |
| 1875 | 8 397                  | 2137             | 25,4 %        | [ 80 ]       |
| 1885 | 10 549                 | 2787             | 26,4 %        | [ 80 ]       |
| 1895 | 13 114                 | 3480             | 26,5 %        | [ 80 ]       |
| 1907 | 19 952                 | 5408             | 27,1 %        | [ 80 ]       |
| 1920 | 25 375                 | 9751             | 38,4 %        | [ 80 ]       |
| 1930 | 34 158                 | 16 150           | 47,3 %        | [ 80 ]       |
| 1940 | 44 024                 | 21 360           | 48,5 %        | [ 80 ]       |
| 1952 | 49 487                 | 28 944           | 58,5 %        | [ 84 ]       |
| 1960 | 65 630                 | 41 681           | 63,5 %        | [ 85 ] [ c ] |
| 1970 | 81 482                 | 63 929           | 78,5 %        | [ 86 ] [ d ] |
| 1982 | 103 680                | 85 542           | 82,5 %        | [ 86 ]       |
| 1992 | 129 970                | 111 627          | 85,9 %        | [ 87 ]       |
| 2002 | 175 938                | 155 895          | 88,6 %        |              |
| 2017 | 245 902                | 220 143          | 89,5 %        | [ 5 ]        |

Según el censo 2017, la comuna de Puerto Montt tiene 245 902 habitantes (121 019 hombres y 124 883 mujeres), un crecimiento del 39,8 % desde el censo 2002 (175 938 habitantes). El 89,5 % de la población vive en áreas urbanas y un 22 % declaró pertenecer a un pueblo originario (correspondiendo el 95,7 % a la etnia mapuche).
De acuerdo a proyecciones realizadas por el Instituto Nacional de Estadísticas (INE), se estima que para 2035 la comuna cuente con una población total de 304 559 habitantes.
Por otro lado, según estimaciones del INE y del Departamento de Extranjería y Migración del Ministerio del Interior, a diciembre de 2019 en la comuna residen 11 887 inmigrantes, la gran mayoría provenientes de países como Venezuela, Argentina, Haití, Colombia y República Dominicana, quienes integran diferentes agrupaciones sociales de acuerdo a su nacionalidad con el objetivo de apoyarse entre compatriotas, mantener viva sus costumbres, bailes, comidas típicas y tradiciones, y así mismo difundir sus culturas.[cita requerida]

## Administración

### Historia político-administrativa
Desde su fundación en 1853, Puerto Montt ha sido capital de diversas divisiones político-administrativas; asimismo, la extensión del territorio comunal ha sufrido modificaciones en el transcurso de su historia.
El 27 de junio de 1853, el día de su fundación oficial por parte del gobierno de Manuel Montt, Puerto Montt es designado como capital del recién creado Territorio de Colonización de Llanquihue. En 1861 se convierte en cabecera de la provincia de Llanquihue y del departamento de Llanquihue. Los límites del departamento, en términos generales, eran: por el norte el río Rahue y el lago Rupanco; por el este la cordillera de los Andes, por el sur el río Puelo y el seno de Reloncaví; y al oeste el río Maipué, desde su confluencia con el río Negro hasta su confluencia con el Rahue, y una línea desde las confluencias de los ríos Negro y Maipué hasta la punta Guatral (frente a isla Huar), pasando frente al salto de Maullín.Ya para 1891, con el Decreto de Creación de Municipalidades, la municipalidad-comuna queda conformada por las subdelegaciones 1.ª (Puerto Montt), 2.ª (Guatral) y 4.ª (Reloncaví). Sus límites al norte, oeste y sur fueron, a grandes rasgos, similares a los modernos; al este, en cambio, se extendió hasta la cordillera, con el lago Todos los Santos y el río Puelo como límites por el norte y sur, respectivamente.
En 1915 se crea la 7.ª subdelegación Río Simpson, dependiente de Puerto Montt, por lo que la comuna incorpora un extenso territorio: desde el río Rayas o Blanco —al norte de lo que es hoy la ciudad de Chaitén, frente a isla Talcán— hasta el paralelo 47° S; es decir, hasta el límite con el Territorio de Magallanes. En 1927 la asunción al poder del general Carlos Ibáñez del Campo significa un profundo reordenamiento de la división político-administrativa del país. Puerto Montt, en 1928, se convierte en capital de la provincia de Chiloé, tras la disolución de la provincia de Llanquihue. La comuna, por su parte, pierde la subdelegación Río Simpson —cuyo territorio pasó a conformar las comunas de Yelcho y Aysén—, pero gana la zona comprendida entre el río Puelo y el río Vodudahue, incluyendo el fiordo Comau. En 1938 vuelve a ser capital de la restablecida provincia de Llanquihue. En 1951 se crea la comuna-subdelegación Cochamó, pero esta sigue dependiendo administrativamente de la municipalidad de Puerto Montt. En 1974, en el marco del proceso de regionalización impulsado por la dictadura militar, Puerto Montt se convierte en capital de la «X Región» y de la nueva provincia de Llanquihue. La nueva región comienza a operar el 1 de enero de 1976. En 1979 se crea la comuna de Hualaihué, a partir de territorio que dependía de Puerto Montt. Cochamó adquiere autonomía.
En 2012 Puerto Montt incorpora a su territorio a Alerce Norte, que hasta entonces pertenecía a Puerto Varas.

### Alcaldía

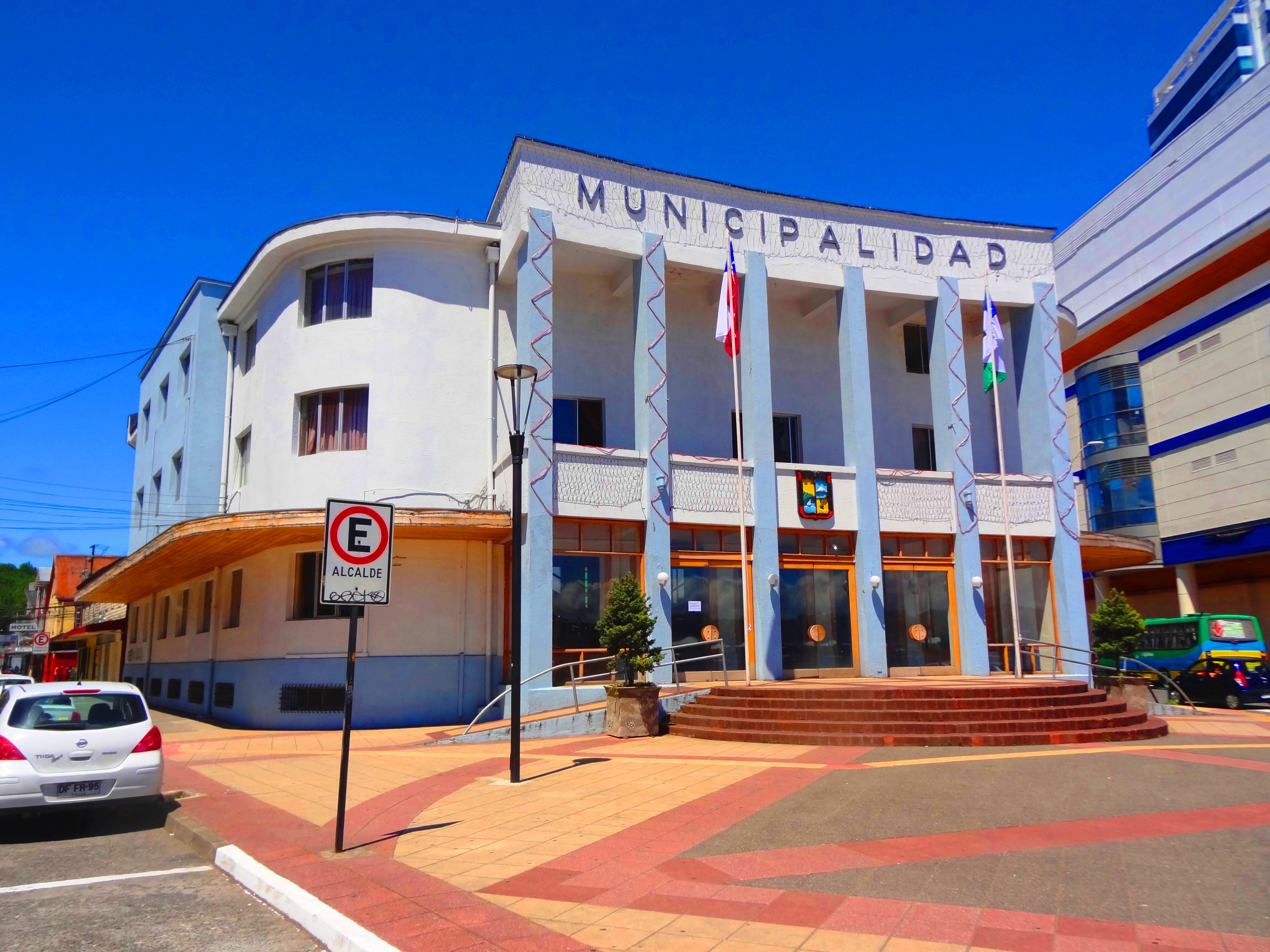
Edificio de la Municipalidad de Puerto Montt

La comuna de Puerto Montt es administrada por el alcalde electo, Rodrigo Wainraihgt Galilea (RN) para el periodo 2024-2028. El Concejo Municipal está conformado por los siguientes concejales:
- José Segura Díaz (RN)
- Verónica Cárdenas Navarro (RN)
- Yerco Rodríguez Guichapani (UDI)
- Fernando Brinder Álvarez (Ind./UDI)
- Mirta Vega Barría (REP)
- Montserrat Muller Sanhueza (REP)
- Barbara Álvarez Mendez (PPD)
- Barbara Cáceres Martínez (PL)
- Sebastián Almonacid Fuica (PS)
- Evelyn Chávez Chávez (FA)

El edificio de la Municipalidad se encuentra en San Felipe 80, a dos cuadras de la plaza de Armas de la ciudad. El municipio cuenta también con un edificio consistorial, ubicado el avenida Presidente Ibáñez, y tres delegaciones municipales, dos de ellas en Alerce y Mirasol y la tercera en el edificio anexo de calle O'Higgins, que atiende los sectores rurales de la comuna.

### Gobierno regional
Debido a su condición de capital de región, en Puerto Montt se encuentra instalado el Gobierno Regional de Los Lagos —constituido por el gobernador regional y el consejo regional— y las secretarías regionales ministeriales. Asimismo, la ciudad concentra la gran mayoría de las oficinas y direcciones regionales de los servicios públicos, a excepción de la Corporación Nacional de Desarrollo Indígena, cuya dirección regional está en Osorno,

### Representación parlamentaria
Puerto Montt pertenece a la XIII circunscripción senatorial, que representa al total de comunas de la Región de los Lagos. Junto con las comunas de Cochamó, Maullín y Calbuco, y las pertenecientes a las provincias de Chiloé y Palena, integra el distrito electoral n.º 26.
En el Senado —para el periodo 2022-2030— está representada por Iván Moreira (UDI), Fidel Espinoza Sandoval (PS) y Carlos Kuschel Silva (RN).
En la Cámara de Diputados el distrito 26 está representado —para el periodo 2022-2026— por Alejandro Bernales Maldonado, Héctor Ulloa Aguilera, Mauro González Villarroel, Fernando Bórquez Montecinos y Jaime Sáez Quiroz

### Poder Judicial
La ciudad alberga a la Corte de Apelaciones de Puerto Montt, la cual tiene jurisdicción sobre las provincias de Llanquihue, Chiloé y Palena. Asimismo, la comuna es asiento del Tribunal de Juicio Oral en lo Penal de Puerto Montt y de juzgados civiles, de Familia, de Letras del Trabajo y de Garantía.
También es sede del Juzgado Naval de la Quinta Zona Naval de la Armada de Chile y de la Fiscalía de Aviación de Puerto Montt de la Fuerza Aérea de Chile.

## Economía
Durante el siglo XIX, antes y después de la fundación de Puerto Montt, la extracción y comercialización de madera, fundamentalmente alerce, fue el principal actividad económica de la zona. Otros rubros existentes desde la creación de la ciudad fueron, en menor medida, las destilerías de alcohol, fábricas de aceites de grano, cervecerías y venta de artículos importados de Alemania o Valparaíso. Puerto Montt, como capital, fue vital en la entrada y salida de mercancía a la zona, ya que la vía marítima era la única forma de sacar los productos —el tren llegaría recién en 1912—.
En el siglo XXI Puerto Montt se ha consolidado como una ciudad de servicios. Además del comercio mayorista y minorista, los principales rubros por cantidad de empresas son el transporte, almacenamiento y comunicaciones, la construcción, y la industria inmobiliaria; pero el mayor número de trabajadores y de ventas se concentra en acuicultura, con más de treinta mil puestos de trabajo en 2018. Algunas actividades económicas de importancia son el cabotaje y transporte marítimo, la elaboración y conservación de pescados y moluscos y la construcción de embarcaciones. Otros rubros relevantes son educación, servicios sociales y de salud, hoteles y restaurantes, servicios de intermediación financiera, silvicultura y ganadería.

### Acuicultura

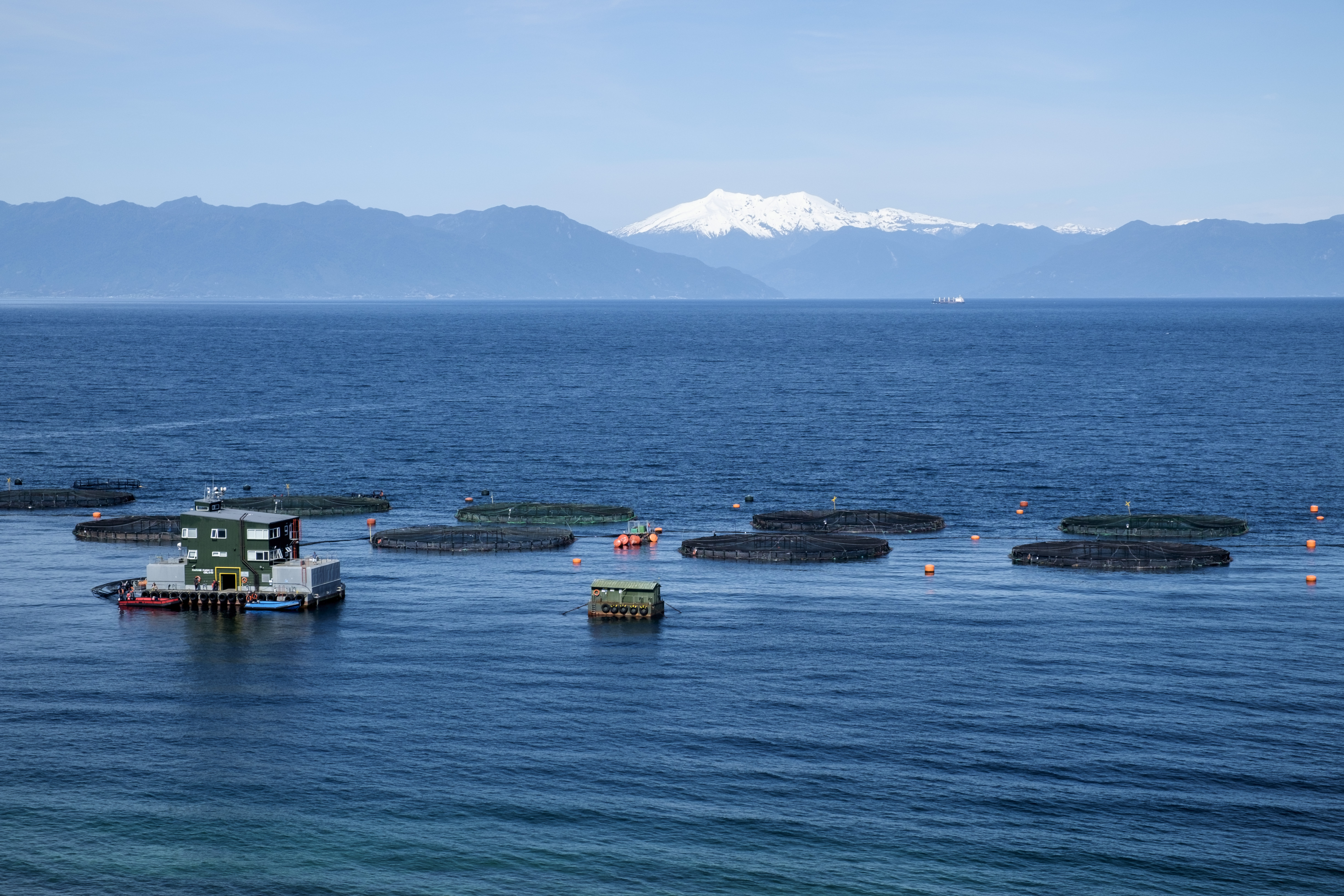
Centro de cultivo de salmón en isla Capera, Puerto Montt.

Instalada en la zona desde los años 80, la salmonicultura se ha convertido en las últimas décadas en la principal actividad económica de la región, representando más del 80 % del total del valor regional exportado. Puerto Montt es el núcleo de la industria, siendo la principal base de operaciones de las más importantes compañías productoras. Además es zona de cultivo salmonídeo y concentra un importante número de plantas de proceso y de empresas proveedoras. En 2018 había 492 empresas del rubro «acuicultura» con domicilio en la comuna. En 2019, la exportaciones de salmón y trucha llegaron a 5135 millones de dólares, convirtiéndose el salmón en el principal producto de exportación no minero.
Además de la salmonicultura, también se desarrollan en la comuna —en menor medida— el cultivo de mejillón o chorito, y el cultivo de Gracilaria chilensis, alga que localmente se conoce como «pelillo».

### Puerto

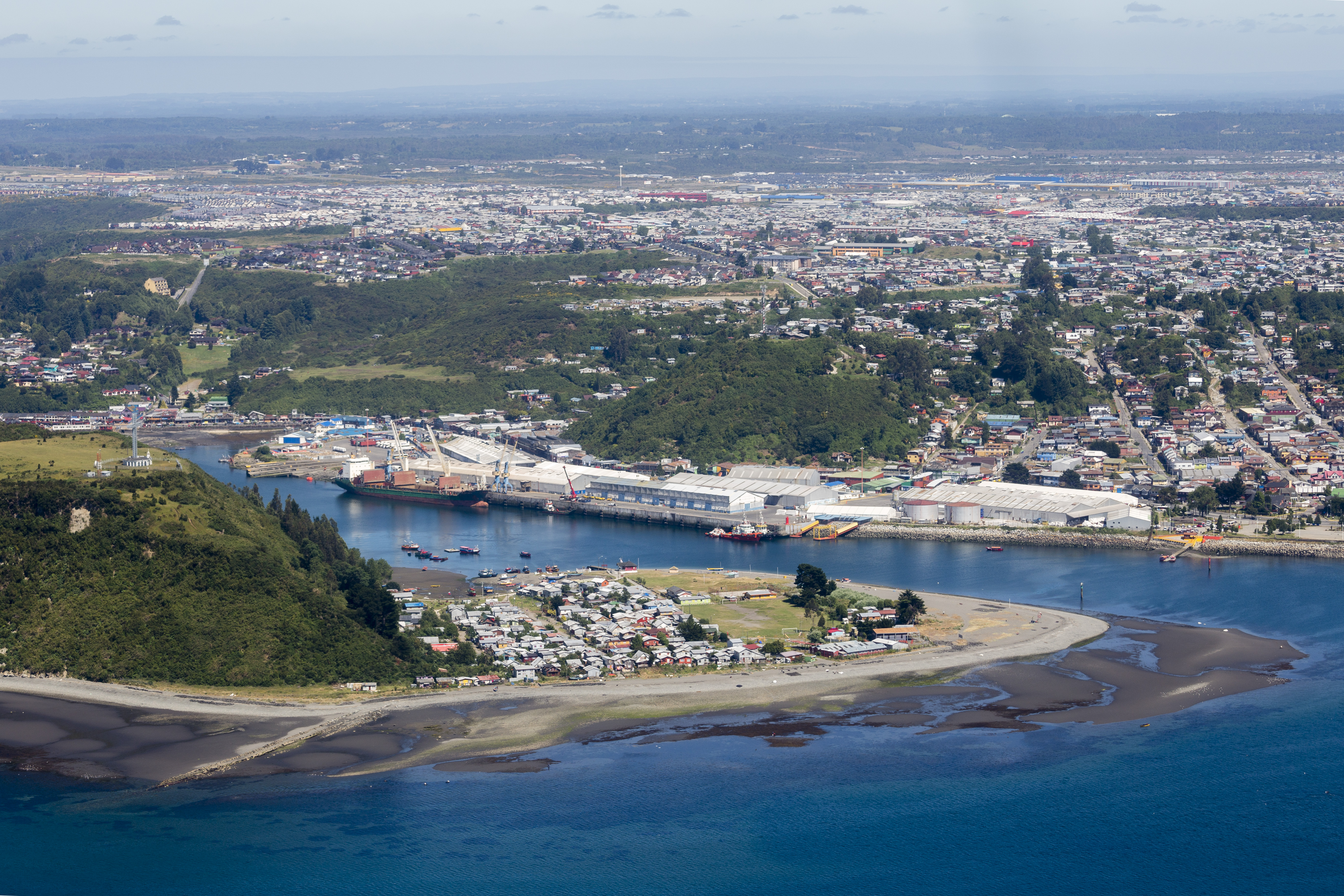
Puerto de la ciudad, en el canal Tenglo.

El principal puerto de la comuna, ubicado en el centro de la ciudad en el canal Tenglo, es administrado por la Empresa Portuaria Puerto Montt (Empormontt), compañía estatal sucesora de la Empresa Portuaria de Chile. Posee un muelle de 386,11 metros con una superficie total de 10 hectáreas aproximadamente, teniendo dos sitios de atraque (230 metros de eslora con un calado máximo de 10,8 m y 145 m de eslora con un calado máximo 9,0 m respectivamente). El cabotaje del puerto se divide en muelle comercial y en terminal para transbordadores. Sus principales clientes son la industria salmonera, agencias navieras, prestadoras de servicios portuarios e importadores y exportadores de graneles y carga general.
En mayo de 2024, se inauguraron nuevas obras de infraestructura portuaria en Empormontt, destinadas a mejorar la eficiencia operativa y fortalecer su rol estratégico en la conectividad del sur austral de Chile. Las inversiones incluyeron la ampliación de áreas de respaldo logístico, nuevas instalaciones para pasajeros y mejoras en accesos terrestres, con el objetivo de facilitar tanto el comercio exterior como el tránsito regional de mercancías y personas.
También desde 2014 existe el Puerto Chinchui, ubicado en la bahía del mismo nombre —13 kilómetros al poniente de la ciudad—, perteneciente a la compañía Oxxean, El puerto multipropósito cuenta con un sitio de atraque para naves de hasta 294 metros.
Junto con Punta Arenas, Puerto Montt es el principal destino en Chile de cruceros internacionales. En la temporada 2018-2019 (octubre a abril) arribaron 53 cruceros a la bahía de la ciudad, los que sumaron más de 97 mil pasajeros y tripulantes.

### Comercio
El principal eje comercial de la ciudad es calle Antonio Varas. Puerto Montt también cuenta seis centros comerciales y diversos strip centers, siendo el Mall Paseo del Mar, Mall Paseo Costanera y Outlet Paseo Alerce los centros comerciales más grandes de la comuna. Concentran alrededor de un millón y medio de visitas cada mes.[cita requerida]

## Relaciones internacionales
La ciudad de Puerto Montt es sede de una serie de instituciones de relaciones internacionales, tales como la Unidad Regional de Asuntos Internacionales (URAI) del Gobierno Regional de Los Lagos, encargada del análisis y gestión de las relaciones bilaterales y multilaterales de la región con América Latina y el resto del mundo, la Comisión de Turismo y Relaciones Internacionales del Consejo Regional de Los Lagos, la oficina regional del Servicio Nacional de Migraciones, la oficina regional de la Dirección General de Promoción de Exportaciones (ProChile), el Departamento de Migraciones y Policía Internacional de la Policía de Investigaciones, la Oficina de Migrantes y Encargado/a de Relaciones Internacionales de la Municipalidad de Puerto Montt.
En materia de internacionalización en educación superior, el principal actor dentro de Puerto Montt es la Dirección de Relaciones Internacionales de la Universidad de Los Lagos.

### Consulados
| - Alemania (Consulado Honorario) - Argentina (Consulado) - Corea del Sur (Consulado Honorario) - España (Viceconsulado Honorario) - Reino Unido (Consulado Honorario) | - Italia (Viceconsulado Honorario) - Países Bajos (Consulado Honorario) - Reino Unido (Consulado Honorario) |

## Servicios públicos

### Defensa militar
En cuanto a Guarnición militar, la Armada de Chile posee en la comuna como unidad militar la Comandancia de la Quinta Zona Naval y su grupo Aeronaval Puerto Montt; mientras que la Fuerza Aérea de Chile posee dentro de la comuna a la Comandancia de la III Brigada Aérea con los grupos de Aviación N.º 5, de Defensa Antiaérea N.º 25 y de Telecomunicaciones y Detección N.º 35.

### Seguridad pública

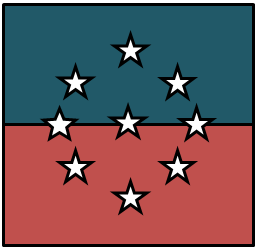
Emblema del Cuerpo de Bomberos de Puerto Montt.

El Cuerpo de Bomberos de Puerto Montt está formado por nueve compañías, dónde ocho se hallan en la ciudad de Puerto Montt y una en la localidad de Alerce:
- 1.ª Compañía "Capitán Romualdo Fuentealba Aravena" (19 de junio de 1865)
- 2.ª Compañía "Germania" (19 de junio de 1865)
- 3.ª Compañía "Director Feliciano González Labraña" (15 de junio de 1878)
- 4.ª Compañía "Superintendente Honorario Félix Galilea Martínez" (12 de febrero de 1876)
- 5.ª Compañía "Reloncaví" (26 de agosto de 1888)
- 6.ª Compañía "Director Luis Ackermann" (12 de octubre de 1925)
- 7.ª Compañía "Director Guillermo Varas González" (8 de marzo de 1964)
- 8.ª Compañía "Padre José Fernández Pérez" (2 de septiembre de 1977)
- 9.ª Compañía "Bomba España" - Sector Alerce (13 de agosto de 1980)

Mientras que Puerto Montt tamibén es cabecera de la X Zona Los Lagos de Carabineros de Chile, como también de la prefectura de Llanquihue. La comuna cuenta con cuatro comisarías, tres tenencias y un retén:
- 2.ª Comisaría Puerto Montt
- 5.ª Comisaría Puerto Montt
- 6.ª Comisaría Alerce
- 7.ª Comisaría Mirasol
- Tenencia Reloncaví
- Tenencia Panitao
- Tenencia Las Quemas
- Retén Piedra Azul (ex Correntoso)

La ciudad además es sede de la Región Policial de Los Lagos de la Policía de Investigaciones de Chile. Asimismo, alberga a las brigadas de Investigación Criminal, Antinarcóticos y Contra el Crimen Organizado, Delitos Económicos, Delitos Sexuales, Homicidios, e Investigadora de Robos, además del Departamento de Migraciones y Policía Internacional y el Laboratorio de Criminalística Regional.

### Educación

#### Educación escolar
La comuna cuenta —a 2017— con 163 establecimientos educacionales. De este total, 75 establecimientos son públicos, 83 son particulares subvencionados y solo cinco son particulares pagados. La matrícula total —parvularia, básica y media— alcanza los 56 513 alumnos, equivalentes al 30,9 % de la matrícula regional total.
Por antigüedad, algunos de los principales establecimientos de la ciudad son: Colegio San Francisco Javier (fundado en 1859 como Escuela San José), el Instituto Alemán Puerto Montt (fundado en 1869), el Liceo de Hombres Manuel Montt (fundado en 1873 como Liceo Melipulli), y el Liceo Isidora Zegers de Huneeus (fundado en 1909).[cita requerida]

#### Educación superior
El origen de la educación superior en la ciudad se remonta a los años 60, cuando autoridades locales y grupos de interés de la comuna empezaron a abogar por la construcción de una sede universitaria en la zona. Este anhelo recién se concretó en 1969 cuando abrió sus puertas la subsede Puerto Montt de la Universidad Técnica del Estado, con las carreras de Mecánica y Electricidad. La subsede —dependiente de la sede de Valdivia— inició sus operaciones en un anexo del Instituto Comercial de Puerto Montt.
En 1972 inició sus funciones la subsede Puerto Montt de la Universidad de Chile, con dos carreras: Educación General Básica con menciones en Matemáticas y Castellano. La subsede dependía de la sede Osorno e impartía sus clases en calle San Felipe, en un salón del Club Alemán.
Luego del golpe de Estado de 1973, la UTE Puerto Montt continuó expandiéndose. En 1974 ya ofrecía las carreras técnicas en Mantención Mecánica, Industrias Pesqueras, Industrias Forestales y Administración de Empresas Turísticas, mientras que en 1977 se trasladó a su nueva sede en la esquina Serena con Egaña, —edificio que había pertenecido a la Central Única de Trabajadores y que había sido expropiado por la Junta Militar luego del golpe—.
En 1974, la subsede de la Universidad de Chile sumó las carreras de Pedagogía en Biología y Obstetricia, sin embargo, a fines de 1975 se vio obligada a cerrar definitivamente sus puertas, debido a la falta de financiamiento.
Con la reforma al sistema universitario impulsada por la dictadura militar, se creó en 1981 el Instituto Profesional de Osorno (IPO), a partir de la fusión de las sedes de la UTE en Puerto Montt y de la Universidad de Chile en Osorno.
Desde entonces, la ciudad empezó a recibir nuevas instituciones de educación superior —como centros de formación técnica e institutos profesionales—, Un centro universitario regresaría a Puerto Montt recién en 1989, con la inauguración del campus Pelluco de la Universidad Austral de Chile. Posteriormente, en 1993, el IPO se convertiría en la Universidad de Los Lagos.
Con la llegada del siglo XXI, Puerto Montt comenzó a expandir su oferta de educación superior, gracias a la llegada de nuevas universidades e institutos. A 2017, la matrícula de pregrado en la comuna era de 27 065 estudiantes, equivalentes al 58,8 % de la matrícula total regional, nueve puntos porcentuales más que en 2005.
Las instituciones de educación superior presentes en Puerto Montt, al año 2020, son las siguientes (en paréntesis año de inicio en la comuna):
- Universidad Austral de Chile (1989)
- Universidad de Los Lagos (1993)
- Universidad San Sebastián (2002)
- Universidad Tecnológica de Chile Inacap (2006)
- Universidad Santo Tomás (2004)
- Universidad de Aconcagua
- Instituto Profesional AIEP (2005)
- Instituto Profesional Duoc UC (2020)
- Instituto Profesional Santo Tomás (1990)
- Instituto Profesional Valle Central
- Instituto Profesional Providencia (IPP)
- Centro de Formación Técnica Inacap
- Centro de Formación Técnica Santo Tomás

### Salud
El Hospital Puerto Montt es un recinto hospitalario de salud pública de alta complejidad y el principal de la región. Asimismo, la comuna cuenta con siete centros de salud familiar (Cesfam), cinco centros comunitarios de salud familiar (Cecosf), un Centro Comunitario de Salud Mental (Cosam) y una red de doce postas de salud rural. También existen recintos hospitalarios privados.

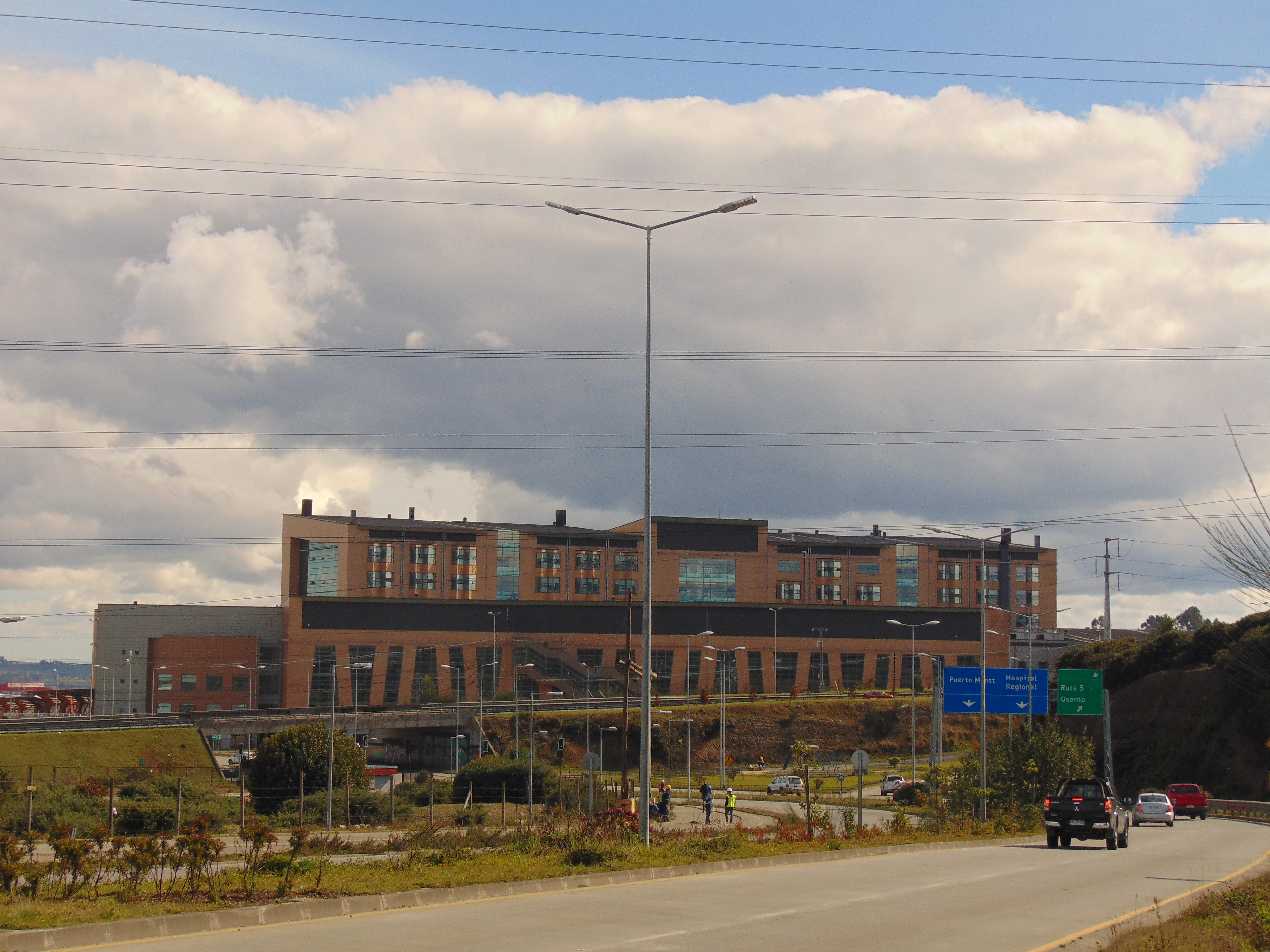
Hospital de Puerto Montt, abril de 2022.

### Atención primaria
- Cesfam Alerce
- Cesfam Angelmó
- Cesfam Antonio Varas
- Cesfam Carmela Carvajal
- Cesfam Padre Hurtado
- Cesfam San Pablo Mirasol
- Cesfam Techo Para Todos
- Cecosf Anáhuac
- Cecosf Alerce Norte
- Cecosf Lawen
- Cecosf Puerta Sur
- Cecosf Chamiza
- Cosam Puerto Montt
- Posta Piedra Azul
- Posta Lenca
- Posta Chaicas
- Posta Las Quemas
- Posta Salto Chico
- Posta Salto Grande
- Posta Correntoso
- Posta Lago Chapo
- Posta de Panitao
- Posta Huelmo
- Posta Trapén
- Posta Puqueldón (Maillen)

Recintos privados
- Clínica Puerto Montt
- Clínica Andes Salud Puerto Montt

## Cultura

### Literatura
Los primeros antecedentes sobre la literatura de la zona hay que buscarlos en la leyendas populares y, más tarde, en las obras de los naturalistas que viajaron en tiempos de la colonización alemana a mediados del siglo XIX. Entre ellos estuvo Vicente Pérez Rosales, que dejó valiosas páginas de viaje en Recuerdos del pasado.
En el siglo XX es destacable la obra del poeta y profesor Salvador Zurita Mella, que en 1948 publicó Rumores del Austro, el primer libro editado en la ciudad. Más tarde, a mediados de los años 70, pueden citarse a poetas como Nelson Navarro, Jorge Loncón y Marlene Bohle, reunidos bajo la editorial Polígono, donde reflejaron en sus temáticas un fuerte vínculo con las tradiciones e historia chilota y alemana. A esta misma generación pertenece Antonieta Rodríguez, con su poesía pedagógica, y Mónica Jensen, que muestra una textualidad más feminista.
En 1991, en una casa del bohemio barrio de Pérez Rosales, surgió la revista/colectivo de poesía Pájaro Verde con dos escritores fundamentales: Harry Vollmer y Marcelo Paredes (hoy residente en Barcelona), quienes junto con Raúl Ojeda (ganador del Arcoíris de Poesía versión 1985), Eugenia Soto y Álvaro Silva conformaron un grupo cuyas temáticas medulares configuran una visión de las tierras sureñas desde lo urbano y lo marginal, abriendo la poesía no solo a nuevas temáticas sociales, sino sobre todo al desafío de interpelar desde una perspectiva creativa rupturista la nueva realidad pseudodemocrática del país.[cita requerida] El acto de presentación del grupo se tituló Pájaro verde y muere y se llevó a cabo en la biblioteca pública Matías Yuraszeck de Puerto Montt. En dicha oportunidad los integrantes de la agrupación partieron la performance con la lectura, por parte del actor Gerson Loncon, de sendos prontuarios de las actividades poéticas, políticas y pseudo subversivas de cada uno; a este acto inicial e iniciático le siguió un par de meses después la performance titulada Alcalde de Puerto Montt entrega las llaves de la ciudad a caballo de plaza.[cita requerida]
A fines del siglo XX, empezó a surgir con fuerza un grupo de poetas jóvenes autodenominados Quercipinion, formado en 1996 por poetas como Manuel Moraga, Julieta Paredes, Johnny Soto y Nelson Reyes, y posteriormente otros como Jessica Droppelmann, Daniela Bahamondes y Pedro Montealegre (ahora residente en España).[cita requerida] Por esta misma época comenzaron a producir obras más intimistas las poetisas Alejandra Wolleter y Elsa Pérez Carrasco. El antropólogo y escritor Wladimir Soto Cárcamo ha incursionado en el género fantástico, importando el universo zombi a esta zona.
Gran parte de estos escritores han visto impulsada su trayectoria gracias al Arcoíris de Poesía, un festival que desde 1980 reúne en esta ciudad los creadores literarios del sur de Chile.

### Fotografía

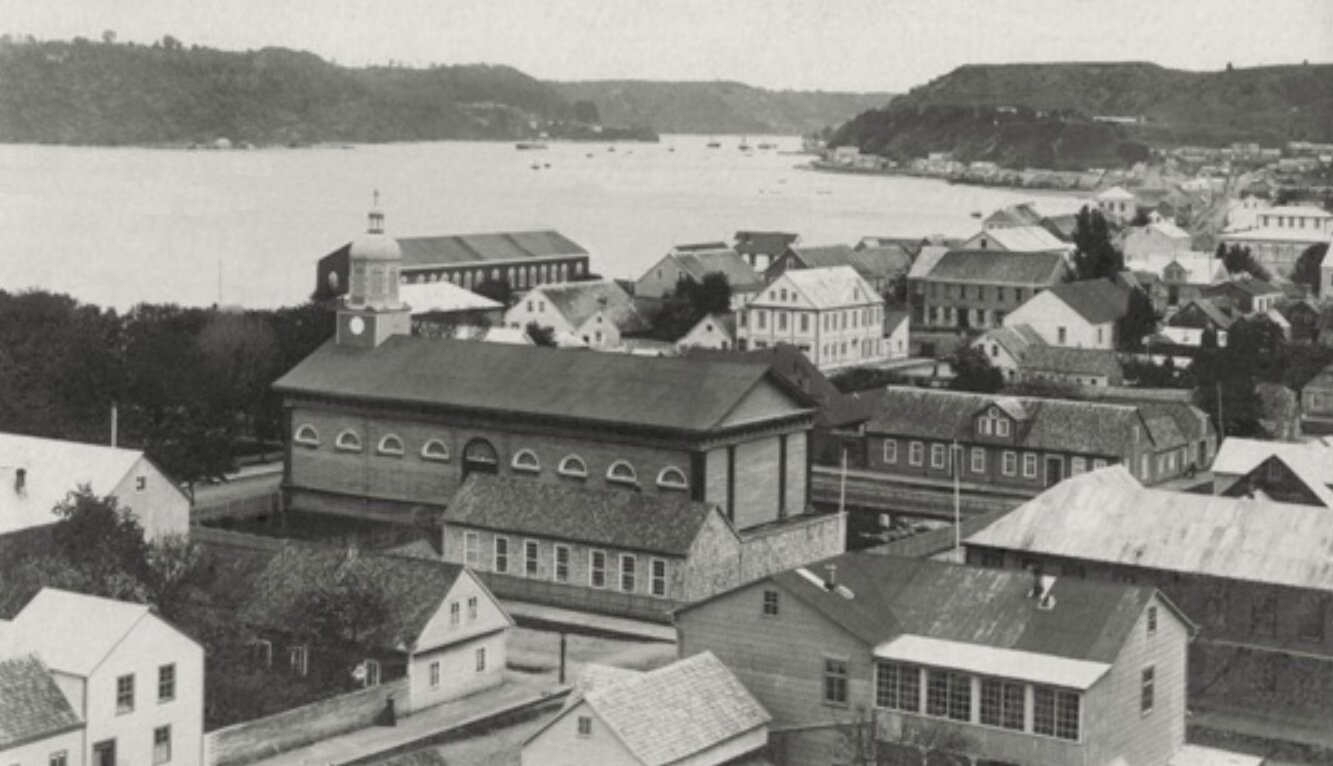
Vista de Puerto Montt en 1905.

El arte fotográfico fue introducido en Puerto Montt a mediados del siglo XIX por algunos colonos alemanes y profesionales de otras ciudades que recorrían la zona captando los rostros de sus habitantes y el paisaje del sur. Entre los colonos destaca el trabajo realizado por Bernardo Mechsner. Igualmente relevante es la labor fotográfica desarrollada por el doctor Carlos Martín, quien se dedicó a reproducir paisajes de la zona, que posteriormente formaron parte de su libro Landeskunde von Chile, publicado póstumamente en 1912.

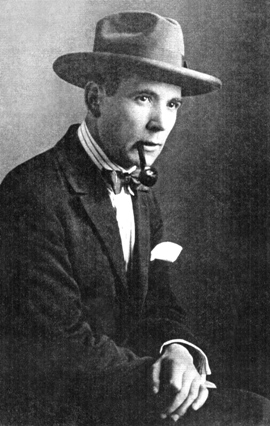
Enrique Mora y Ferraz. Fotógrafo español. Puerto Montt 1911-1930.

A comienzos del siglo XX, Puerto Montt contaba con numerosos fotógrafos, entre los que sobresalían Huberto Lutteke, Segundo Lozano, James E. Smythe (propietario del estudio Fotografía Inglesa), Alberto Garay, Juan A. Cantín, Juan Asmussen, Manuel Gómez y José Campistó. En 1910 llegó a Puerto Montt el español Enrique Mora que por muchos años desarrolló su actividad profesional en el estudio Fotografía Imperio.
Más tarde aparecieron figuras como Kurt Grassau, un argentino que firmaba Ruben’s, cuyo verdadero nombre es César Rubén Ibarra, autor del que probablemente sea el más amplio y hermoso patrimonio fotográfico de la ciudad en el siglo XX. Destaca también Arnoldo Skoruppa Stange.

### Cine
La primera exhibición de cine de que se tiene registro en Puerto Montt ocurrió en la noche del 2 de julio de 1902. Uno de los más grandes cineastas que ha dado esta ciudad al mundo ha sido Raúl Ruiz.

### Pintura
Un hito importante en la historia de la pintura de Puerto Montt fue la llegada, en 1926, de Arturo Pacheco Altamirano, quien con sus obras hizo famoso en Chile el sector de la caleta Angelmó. En 1953 se fundó la Academia Vicente Pérez Rosales, de donde salieron relevantes exponentes puertomontinos como Gastón Gómez, Hugo John Machmar y Manoly, quienes en sus cuadros mostraron el paisaje del seno de Reloncaví y el retrato de los lugareños de esta zona del sur del mundo. Después, en 1956, surgió el Grupo Plástico Angelmó, donde a los anteriores artistas se sumaron Luis Vicencio, Flavio Rozas, Carlos Laroze y Juan Rivera. En 1971 se creó la Asociación de Artistas Plásticos de Puerto Montt, en la que han aparecido diversos artistas que incursionado en distintas temáticas creativas y reflejado los cambios del paisaje social de la ciudad. Tal es el caso del Maestro Darcy Gómez, quien en 1976 ingresó a la Asociación de Pintores Plásticos de Chile, siendo elegido en el 1° Congreso Regional de Pintura como uno de los seis mejores artistas de la región, y en 1986 obtuvo el 1.º premio «Valdivia y su río» en Concurso Nacional de Pintura, realizado en Valdivia.

### Biblioteca Regional
La Biblioteca Regional de Los Lagos, que depende del Servicio Nacional del Patrimonio Cultural, está ubicada en la calle Quillota 113, segundo piso, frente a la Casa del Arte Diego Rivera. Cuenta con una colección de más de 20 800 ejemplares —libros, enciclopedias y documentos— dispuestos en las diferentes salas y que se han ordenado en forma temática para ofrecer un mejor servicio de búsqueda y lectura. Organiza también cursos de capacitación en herramientas computacionales, tertulias, ciclos de cine, exposiciones, teatro, música, canto y poesía.

### Temporales Teatrales

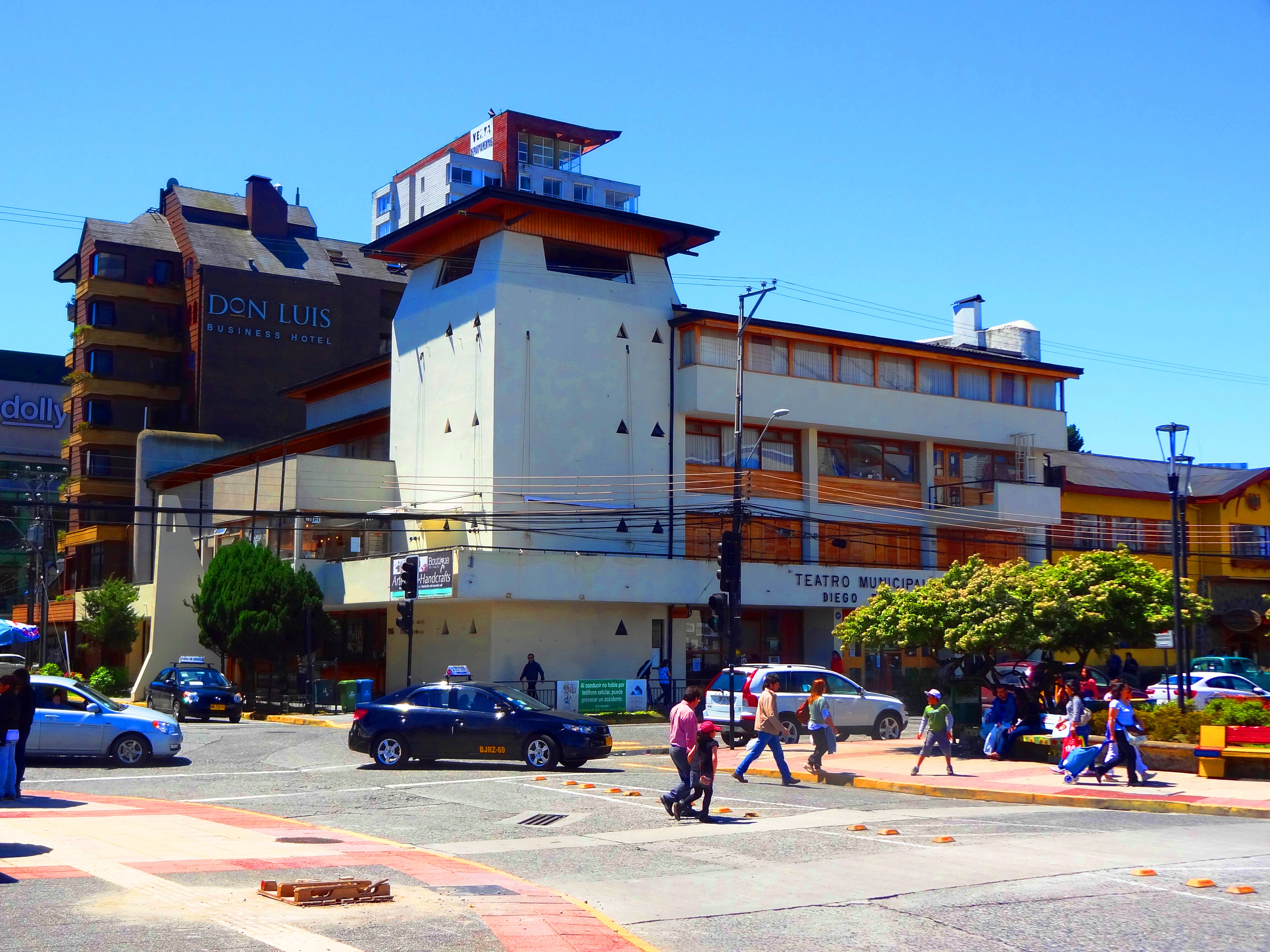
Teatro Diego Rivera.

Los Temporales Teatrales es un festival internacional de teatro que se realiza desde 1992. Compañías dramáticas de distintos países llegan hasta la ciudad para dar forma, durante un mes completo, a una de las muestras teatrales más importantes de Chile. La trigésima versión de los Temporales Internacionales de Teatro de Puerto Montt se realizó en 2019 del 5 al 27 de julio, con un amplio programa de más de 120 funciones repartidas entre el Teatro Diego Rivera, el centro cívico Mirasol y la Escuela Rural de Alerce, y en las ciudades de Calbuco, Ancud, Castro y Bariloche.

### Campeonatos de debate
Desde 2014, se celebra el Campeonato Internacional de Debate Universitario Puerto Montt, que cuenta con la participación de casas de estudios superiores chilenas y extranjeras. El ganador de la primera edición de este torneo que se desarrolla en la Biblioteca Municipal y en el centro cultural Diego Rivera fue el equipo de la Universidad de Chile.
Además, se realiza anualmente el Torneo de Debate Escolar, organizado por la Universidad Santo Tomás, y el Torneo Comunal de Debate Escolar de Puerto Montt organizado por la Universidad de Los Lagos y la Dirección de Educación Municipal.

### Música
Existe una referencia musical muy conocida; en concreto, la canción Puerto Montt de la banda uruguaya Los Iracundos, lanzado el 1968. Esto fue porque, según reportes de la prensa, el compositor y cantautor Eduardo Franco, hizo los primeros trazos de esta canción, que inicialmente llevaba por título «Por tu amor», pero la letra tenía una falla, y dicha frase que originalmente titulaba la canción, no le rimaba al cantante. Entonces, el mánager del grupo, Cacho Valdez, ayudó a terminar la letra de la canción, cuando un alto ejecutivo de la RCA de Chile, les dio el plan de cambiar el título del tema antes de grabarlo, porque según él, sonaba mejor «Puerto Montt», de tal manera que la canción pueda ingresar al mercado nacional. La canción fue tan popular y llamativo para los habitantes de la ciudad, que también sirvió de inspiración para que un artista de Puerto Varas, Robinson Barría, realizara una escultura denominada, Sentados frente al mar.

## Transporte

### Terrestre
Puerto Montt cuenta con un terminal de buses de 32 000 metros cuadrados, dividido en tres sectores destinados para distintos viajes: interregionales con destinos hacia Viña del Mar, Valparaíso, Santiago, Rancagua, Curicó, Talca, Linares, Chillán, Talcahuano, Concepción, Los Ángeles, Temuco, Valdivia, Osorno, Chiloé (Ancud, Quemchi, Dalcahue, Achao, Castro y Quellón), Hornopirén, Chaitén, Coyhaique, Punta Arenas, internacionales hacia Bariloche, Comodoro Rivadavia (ambas ciudades de Argentina) y de traslado de personas hacia el Aeropuerto El Tepual, entre otros; una división de recorridos a los sectores rurales de la provincia de Llanquihue, y otra destinada a minibuses de acercamiento con recorridos menores a 70 km, en concreto de ciudades cercanas a la capital regional, como Frutillar, Llanquihue, Puerto Varas, Los Muermos, Maullín, Calbuco, Carelmapu, entre otros. Abre a las seis de la mañana y cierra a la medianoche. En el mismo terminal están disponibles algunos locales comerciales, cafeterías, restaurantes, baños, entre otros.
La ciudad cuenta con la Estación La Paloma, la cual desde abril de 2025 se encuentra en servicio con el recorrido Tren Llanquihue-Puerto Montt que conecta Puerto Montt con Alerce, Puerto Varas y Llanquihue.

### Transporte público

#### Taxibuses
Popularmente conocidos como «micros» entregan servicio, abarcando gran parte de la ciudad.
| Número | Recorrido                            | Empresa                |
| ------ | ------------------------------------ | ---------------------- |
| 1A     | Alerce-Centro                        | Transmontt             |
| 1B     | Alerce Norte-Hospital- Centro        | Transmontt             |
| 1C     | Alerce Histórico-Centro              | Transmontt             |
| 1E     | Alerce Norte-Centro                  | Transmontt             |
| 3A     | Bosquemar-Centro- Pichipelluco       | Sotrasol               |
| 3B     | Bosquemar-Centro                     | Sotrasol               |
| 3C     | Bosquemar-Hospital- Pichipelluco     | Sotrasol               |
| 3E     | Llanos De Tenglo-Centro              | Sotrasol               |
| 4      | Panitao-Pelluco                      | Transportes Chinquihue |
| 7A     | Alerce (Pdte. Ibáñez)-Centro         | Línea 7 Vía Alerce     |
| 7B     | Alerce-Mirasol                       | Línea 7 Vía Alerce     |
| 7C     | Alerce-PDI-Centro                    | Línea 7 Vía Alerce     |
| 7D     | Alto La Paloma-Valle Volcanes-Centro | Línea 7 Vía Alerce     |
| 7E     | Alerce(Viaducto)-Centro              | Línea 7 Vía Alerce     |
| 10     | Puerta Sur-Centro-Hospital-La Paloma | Transportes Lagunitas  |
| 10C    | Puerta Sur-Centro                    | Transportes Lagunitas  |
| 12A    | Melihuen-Centro                      | Trans Lagunitas        |
| 12B    | Melihuen-Hospital                    | Trans Lagunitas        |

#### Taxis colectivos
Existen 36 líneas de taxis colectivos, siendo Valle Volcanes, Antihual, La Paloma Manuel Montt, Bosquemar, Pichipelluco, Antuhue, Lagunitas y Cayenel los sectores o poblaciones que a excepción del centro de la ciudad, circulan la mayor cantidad de líneas de colectivo.

### Marítimo
Desde el puerto Empormontt zarpa de lunes a sábado la barcaza Agios de la empresa Naviera Austral, que brinda servicio de conectividad entre Puerto Montt y Chaitén (con parada en Ayacara). El viaje tiene una duración de nueve horas.
También existe un servicio semanal con destino a Puerto Natales —con zarpe desde el puerto de Oxxean— realizado por el ferry Evangelistas, de la empresa Navimag. El viaje tiene una duración de cuatro días y tres noches, y considera una parada en Puerto Edén (solamente para embarque y desembarque de residentes).
En Caleta La Arena, pequeña localidad en la Carretera Austral, existe un servicio regular de transbordadores todos los días del año para cruzar el estuario de Reloncaví y continuar hacia Hualaihué o Cochamó. El servicio cuenta con salidas cada 30 minutos —20 minutos en temporada alta—. El viaje tiene una duración aproximada de 45 minutos.
Otros servicios de pasajeros son los que conectan a la ciudad con las islas del seno de Reloncaví. Hacia isla Tenglo hay lanchas de pasajeros todos los días, a todas horas, las que se pueden tomar tanto en la rampa frente a Puntilla Tenglo, como también en Angelmó y Chinquihue.
También hay lanchas fleteras que conectan a isla Maillen con Angelmó, todos los días de la semana. Desde fines de 2019 existe una barcaza subsidiada, con salidas tres días a la semana, que llegan al sector Chinquihue.
Otro servicio subsidiado de lancha es el que conecta con sectores del estuario de Reloncaví. Sale desde Caleta La Arena con una frecuencia de dos viajes mensuales para traslado de pasajeros en general, y llega a las localidades de Barquitas, Cajón, Sotomó Bajo, Isla Marimeli, Sotomó Alto y San Luis.
Además existe una barcaza subsidiada que realiza el viaje entre isla Huar y Puerto Montt, una vez al mes.
Desde Puerto Montt también zarpan los cruceros de la compañía Skorpios, con destinos a fiordo Quintupeu (mayo-agosto) y laguna San Rafael (septiembre-abril).

### Aéreo
Puerto Montt está servido por el aeropuerto El Tepual que se encuentra aproximadamente a 15 kilómetros del centro de la ciudad. Es accesible en vehículo particular, taxi, minibuses de recorrido compartido a domicilio y —para la mayoría de los vuelos— en servicio económico de autobuses desde el terminal de buses (salen unas dos horas antes del vuelo, en la mayoría de los casos). Llegan a El Tepual tres líneas aéreas —LATAM, Sky y JetSmart—, con aproximadamente 20 vuelos diarios a diferentes ciudades como Santiago, Concepción, Balmaceda y Punta Arenas.
El aeródromo Marcel Marchant —también conocido como La Paloma— se ubica en el sector noroeste de ciudad, a dos kilómetros del centro. Es la base de operaciones de aerolíneas como Aerocord, Pewen y Archipiélago, que prestan servicios regulares de pasajeros a Ayacara, Chaitén, Quellón y Melinka. Las compañías también realizan vuelos chárter a localidades de Los Lagos y Aysén, como Osorno, Río Puelo, Futaleufú, Palena, Puerto Aguirre, Coyhaique y laguna San Rafael, entre otras.

## Lugares de interés

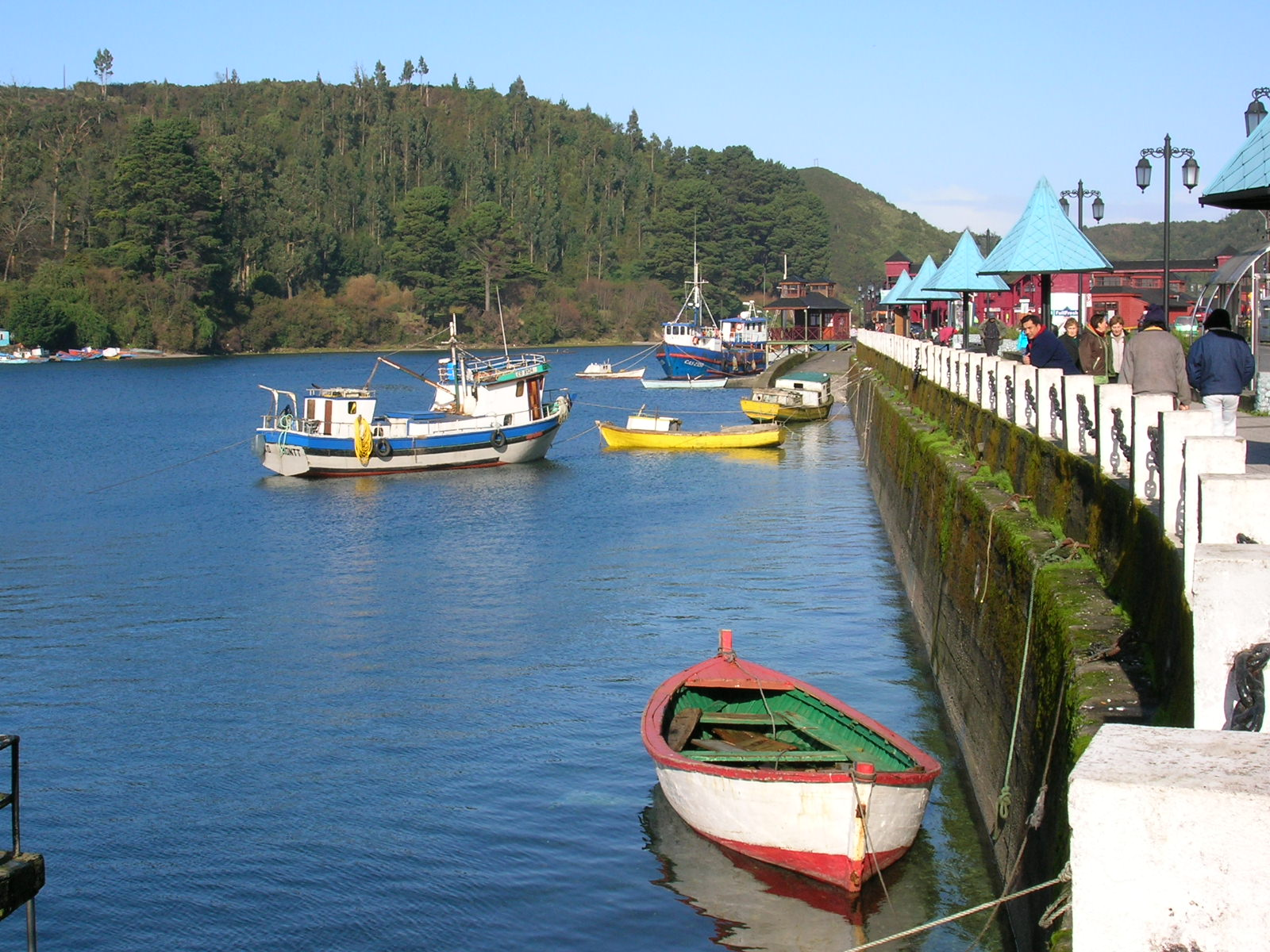
Angelmó.

### Urbanos
- Plaza de Armas. Punto neurálgico de la ciudad, ubicado a una cuadra de la costanera. En sus alrededores se encuentran importantes edificaciones como la Gobernación Provincial, la catedral de Puerto Montt y la Corte de Apelaciones.
- Catedral de Puerto Montt. Se ubica en calle Urmeneta, frente a la plaza de Armas. Fue construida en 1892 y es sede del arzobispado de la arquidiócesis de Puerto Montt.
- Iglesia de los Padres Jesuitas. Templo católico levantado en 1872, perteneciente al Colegio San Francisco Javier. Se encuentra en calle Guillermo Gallardo n.º 269.
- Torre campanario del colegio San Francisco Javier. Se encuentra en pleno centro en el cerro de ex Colegio San Javier. Erigida en 1893 y declarada monumento nacional en 1997,[161] por lo general abre una vez al año al público durante el Día del Patrimonio Cultural.
- Casa del Arte Diego Rivera. Su nombre se debe al famoso pintor y muralista mexicano del mismo nombre. Fue inaugurada en 1964 y se trata del principal centro cultural de la comuna y de la Región de Los Lagos. Cuenta cuatro salas de exhibición de exposiciones, una sala de cine y un teatro con capacidad para más de 400 personas.[162] También posee un café. Se encuentra en Quillota n.º 116, a una cuadra de la plaza de Armas.
- Museo Histórico de Puerto Montt Juan Pablo II. Alberga la historia de la ciudad y de la zona. Se ubica en la costanera, en avenida Diego Portales n.º 997, junto al terminal de buses de la comuna.
- Casa Pauly. Construcción neoclásica levantada en 1903 y monumento nacional desde 2009.[163] Se encuentra en la esquina de calles Benavente y Rancagua.Estatua Sentados frente al mar en la costanera de la ciudad.

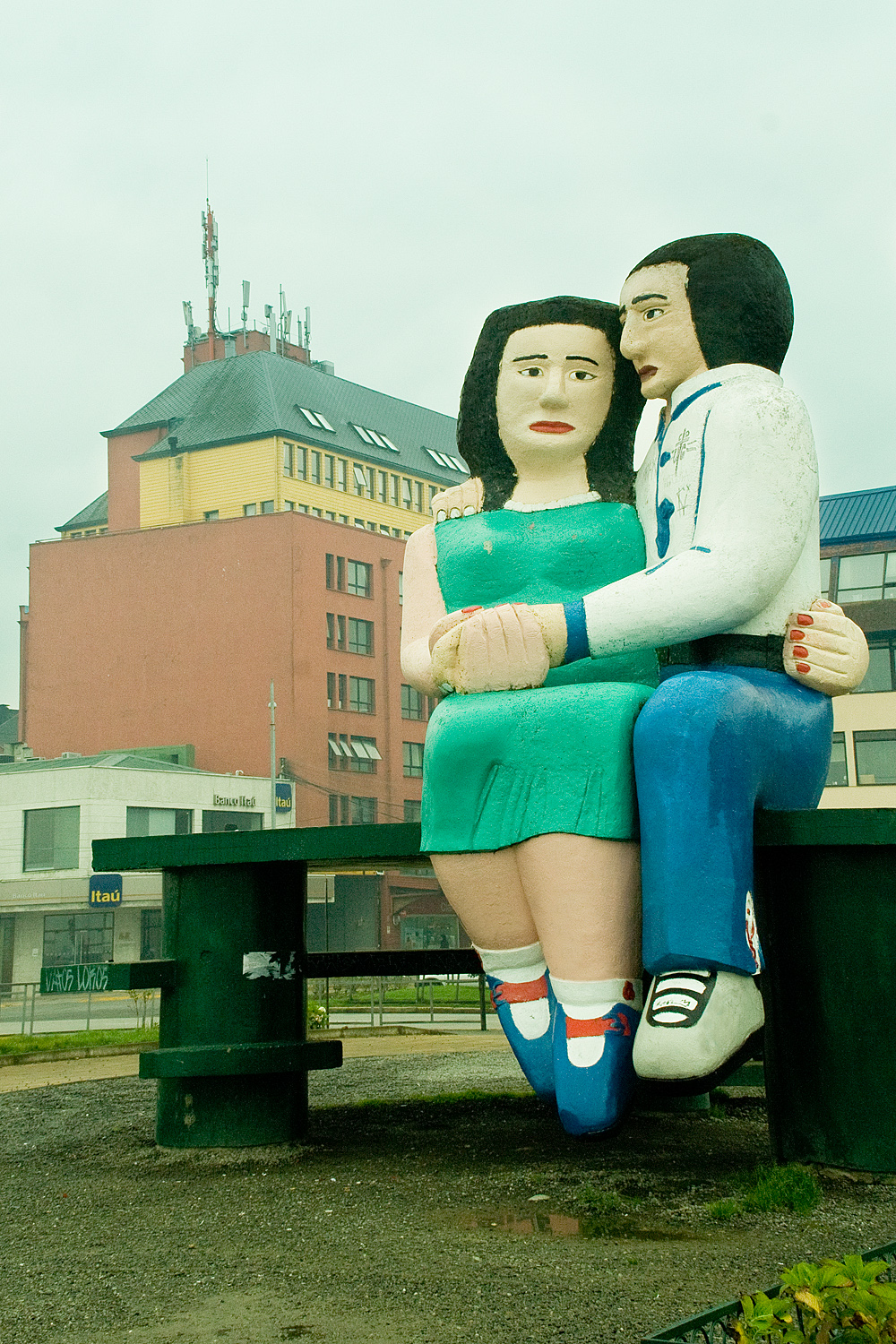
Estatua Sentados frente al mar en la costanera de la ciudad.

- Sentados frente al mar. También conocida como Estatua de los enamorados, la escultura del artista puertovarino Robinson Barría retrata a una pareja abrazada y sentada frente al mar. La obra tiene seis metros de altura y fue elaborada con la técnica de ferrocemento.[164] Se inauguró en febrero de 2002 y está inspirada en la popular canción «Puerto Montt», del grupo uruguayo Los Iracundos. La creación ha generado controversia desde su estreno por su fisonomía y valor artístico; a pesar de ello, se ha convertido en un ícono de la ciudad.[165][166] En agosto de 2019 una consulta ciudadana determinó que la estatua se mantenga en su actual ubicación, luego de que el gobierno propusiera trasladarla o removerla para la futura remodelación de la costanera de la ciudad.[167]
- Barrio Puerto. Barrio típico de la ciudad, que se caracteriza por su arquitectura típica que mezcla técnicas chilotas con aportes de inmigrantes alemanes. Zona Típica desde 2019.[168]
- Angelmó. La caleta y mercado de pescados y mariscos es ampliamente conocida por la variedad de platos que se ofrecen en las cocinerías anexas y por los reputados puestos de artesanía. El tradicional recinto puertomontino fue inmortalizado en la obra del pintor Arturo Pacheco Altamirano.
- Isla Tenglo. Se puede circunnavegar en lanchas de pescadores que se abordan en Angelmó. También se puede cruzar desde el muelle cercano al terminal de buses hacia la puntilla Tenglo, y de ahí subir caminando hacia la cruz del arzobispado, lugar que ofrece una gran panorámica de la ciudad y del seno de Reloncaví.
- Pelluco. Balneario ubicado a 4 km al oriente del centro, conocido por contar con variada gastronomía y clubes nocturnos; los cuales conforman una parte importante de la bohemia de Puerto Montt.

### Rurales
- Sitio arqueológico Monte Verde. Se encuentra 28 km al suroeste de Puerto Montt. Declarado monumento nacional en 2008.[169]
- Carretera Austral. La plaza de Armas es el punto de inicio de la ruta longitudinal que termina en Villa O'Higgins, en el sur de la Región de Aysén. El tramo que corresponde a la comuna consiste en camino asfaltado de 45 km de longitud en dirección al sureste que termina en Caleta La Arena, pequeña localidad que se encuentra en la confluencia del estuario de Reloncaví con el seno de Reloncaví. La ruta pasa por lugares como Chamiza, Piedra Azul, Quillaipe, Lenca, Metri y Chaicas, y destaca por su belleza en toda su extensión, ya que en casi todo momento ofrece vista al mar y a la cordillera. En Caleta La Arena existe la posibilidad de cruzar el estuario en transbordador y llegar a Caleta Puelche, para después continuar hacia Cochamó u Hornopirén.

### Áreas protegidas

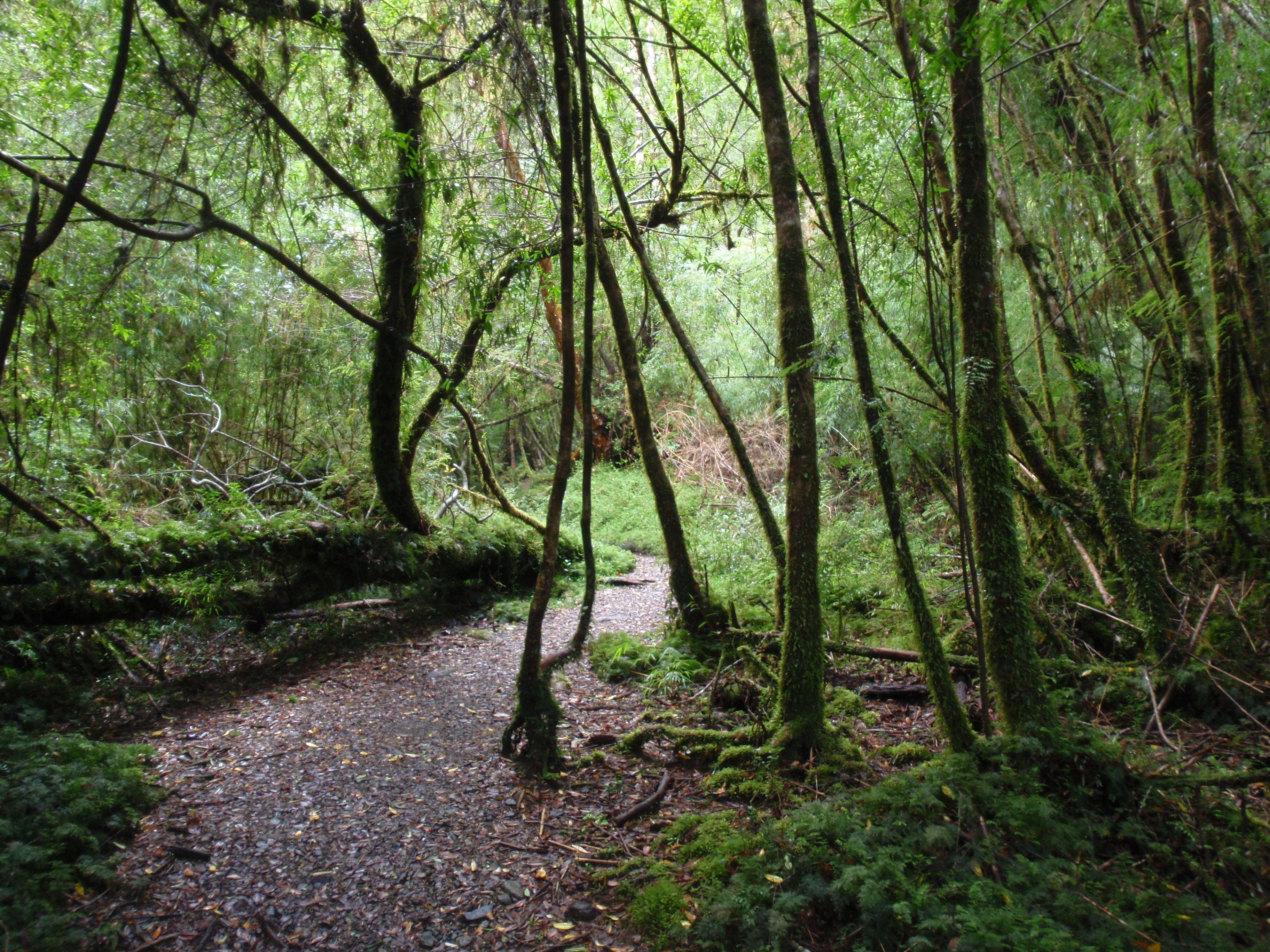
Parque nacional Alerce Andino.

- Bosque fósil Punta Pelluco. Se encuentra cinco kilómetros al este de Puerto Montt —en el sector de playa Pelluhuín— y está compuesto por más de un centenar de tocones de alerce fosilizados, conservados en forma natural. Los restos fueron declarados santuario de la naturaleza en 1978.[170]
- Parque nacional Alerce Andino. Área silvestre protegida de 39 255 hectáreas que se ubica en sector oriente de la comuna, en la precordillera. El alerce, la lenga, el coigüe de Chiloé, el coigüe de Magallanes, el mañío y el canelo son las principales especies dentro del parque. En fauna, algunos mamíferos presentes son el pudú, puma y zorro gris; y se pueden encontrar aves como el chucao, el martín pescador, el carpintero negro y el peuco.[171] El parque tiene dos vías de accesos: por la ruta Correntoso-Lago Chapo —a 46 kilómetros del centro— que llega hasta el sector Sargazo; y por la Carretera Austral hasta la localidad de Lenca, desde donde se accede al sector Chaicas, a 40 km de distancia de la plaza de armas de Puerto Montt.
- Reserva Nacional Llanquihue. Se encuentra al noreste de la ciudad y es conocida por sus atractivos turísticos como el volcán Calbuco y su cercanía con lago Chapo, además de diversas cascadas y otros puntos geográficos de sus faldeos.
- Monumento natural Lahuen Ñadi. Esta área protegida, designada como tal el año 2000, está en el sector poniente de la comuna, a tan solo 20 minutos del centro de Puerto Montt. Conserva el último rezago de alerzales —con ejemplares milenarios— que se mantiene en el valle central de Chile.[172] Tiene dos senderos, uno de ellos con acceso universal.

## Deportes

### Fútbol

Estadio Chinquihue, partido entre
Paraguay y Nueva Zelanda (Copa Mundial de Fútbol Sub-17 de 2015).

El principal recinto deportivo es el Estadio Municipal de Chinquihue, con capacidad para 10 000 espectadores. Lo utiliza el Club de Deportes Puerto Montt —perteneciente a la Segunda División Profesional de Chile del fútbol chileno— donde juega sus partidos en condición de local. Después del terremoto de 2010 el estadio retomó una segunda etapa de remodelación y fue reinaugurado el 11 de junio de 2013 por el entonces presidente Sebastián Piñera. La ciudad, gracias a este estadio, fue seleccionada para ser sede de la Copa Mundial de Fútbol Sub-17 de 2015.
En el fútbol amateur la comuna cuenta con 13 clubes en su liga: Centinela Español, Estrella Blanca, Tricolor, Manuel Montt, Flogovit, Olimpia, Arco Iris, Antonio Varas, Universidad de Los Lagos, Barrancas, Modelo Unido, Vicente Pérez Rosales y además el Club Deportivo Lintz, que ejerce su localía en el Estadio Municipal de Lintz. Este equipo es el único de la ciudad en haber ganado el campeonato nacional amateur, cuando en 1992 se impuso sobre el Unión San Pedro de Puente Alto (dos años antes estuvo a punto de llevarse el título, pero fue derrotado por el Independiente de Cauquenes, quedando como subcampeón).
Unos de los equipos del fútbol amateur de Puerto Montt, Club Deportivo Vicente Pérez Rosales, participó en la Copa Chile 2024, jugando ante Unión Wanderers de la Región de Los Ríos, en visita, empató sin goles en Valdivia.En la vuelta, empezó ganando Unión Wanderers, hasta que empató Vicente Pérez Rosales, avanzó Vicente Pérez Rosales en penales.  Avanzó a la siguiente fase y quedó eliminado ante Universidad de Concepción en los octavos de final de la fase zona sur de la Copa Chile, quedando el encuentro 0-3 a favor de Universidad de Concepción.

### Baloncesto
El baloncesto es en la ciudad el segundo deporte en popularidad luego del fútbol. Después de que en 2008 se construyera el recinto Arena Puerto Montt —con capacidad para 7500 espectadores— fue anfitriona el mismo año del Torneo Sudamericano de Básquetbol y, posteriormente, del Campeonato Mundial de Baloncesto Femenino Sub-19, en 2011.
A nivel de clubes profesionales, la comuna está representada en la primera división, tanto de la Liga Saesa como de la Liga Nacional de Básquetbol, por el Club Escuela de Básquetbol Puerto Montt, el cual ejerce sus partidos de local en el gimnasio municipal Mario Marchant Binder (con capacidad aproximada de 2 mil espectadores). Por otro lado, desde 2018 la ciudad también cuenta con el equipo Club Social y Deportivo Pumas, que participa de la segunda división tanto de la Liga Saesa como de la Liga Nacional.

### Rugby
El equipo de rugby representativo de la ciudad desde 1985 corresponde a Los Lobos RC.

## Medios de comunicación

### Prensa escrita
El Llanquihue es el principal medio de comunicación de la ciudad. Fundado en 1885, es el cuarto periódico más antiguo de Chile en circulación, y tiene distribución en el resto de la provincia de Llanquihue y en Chiloé. Asimismo, en la red hay periódicos y portales de noticias como Soy Puerto Montt, Puerto Montt on line y El Repuertero. También existen medios especializados en la industria acuícola, como Aqua, Mundo Acuícola y SalmonExpert.
Algunos periódicos relevantes editados en la ciudad, que ya no están en circulación, fueron El Porvenir (1881-1885), El Reloncaví (1885-1901), La Alianza Liberal (1891-1920), El Correo del Sur (1910-1937), 24 Horas (1983-1984), El Diario Austral de Puerto Montt (1987-1993) y El Alerce (1995-1997). También existió el periódico Die Post (1896-1898), publicado por la colonia alemana de Llanquihue en idioma alemán.

### Radioemisoras

#### FM
- 88.1 MHz ADN Radio Chile
- 89.3 MHz Estilo FM
- 89.9 MHz Corazón FM
- 90.9 MHz Radio Infinita
- 91.7 MHz El Conquistador FM
- 92.3 MHz Radio 92Punto3
- 92.9 MHz Radio Supersol
- 93.5 MHz Radio Sintonía del Evangelio
- 94.1 MHz Patagonia Radio
- 94.9 MHz Radio Bío-Bío
- 95.5 MHz Radio Pudahuel
- 96.5 MHz Radio Sago Osorno
- 96.9 MHz Radio Agricultura
- 97.9 MHz Radio Insular
- 98.3 MHz Digital FM
- 98.9 MHz Radio Buenas Nuevas
- 99.7 MHz Radio La Sabrosita
- 100.3 MHz Radioactiva
- 101.5 MHz Radio Reloncaví
- 101.9 MHz Radio Punto 7
- 102.5 MHz Los 40
- 103.1 MHz Radio Armonía
- 103.5 MHz Radio María
- 103.9 MHz Romántica FM
- 104.5 MHz FM Dos
- 105.3 MHz Radio Cooperativa (Red Los Lagos)
- 105.9 MHz Radio Futuro
- 106.7 MHz Radio Tropical Stereo
- 107.1 MHz Mirasol FM
- 107.3 MHz Radio Restauración (Alerce)
- 107.5 MHz Radio Geoaustral
- 107.7 MHz Radio Alerce (Alerce)
- 107.9 MHz Radio Cuarta Colina

#### AM
- 930 kHz Radio Reloncaví
- 1210 kHz Radio La Señal
- 1400 kHz Radio María Chile

### Televisión

#### TDT[188]
Megamedia (30 UHF)
- 2.1 - Mega HD
- 2.2 - Mega 2

Televisión Nacional de Chile (35 UHF)
- 4.1 - TVN HD
- 4.2 - NTV

Albavisión (40 UHF)
- 6.1 - La Red HD
- 6.2 - La Red 2

Media 23 (38 UHF)
- 8.1 - TV+ HD
- 8.2 - TV Más 2
- 8.3 - UCV Televisión

Paramount Networks Americas / Universidad de Chile (41 UHF)
- 10.1 - Chilevisión HD
- 10.2 - UChileTV

Grupo Luksic (24 UHF)
- 13.1 - Canal 13 HD
- 13.2 - T13 en Vivo

Vértice (49 UHF)
- 49.1 - Vértice TV HD

#### 1Seg
- 2.31 - Mega One Seg
- 4.31 - TVN One Seg
- 6.31 - La Red One Seg
- 8.31 - TV+ One Seg
- 10.31 - CHV One Seg
- 13.31 - Canal 13 One Seg
- 49.31 - Vértice TV One Seg

#### Por cable
- 12 - Vértice TV (VTR)
- 78 - Canal 5 (VTR)
- 79 - Canal 79 Maranatha TV (VTR)
- 51 - Patagonia Radio Televisión (Telefónica del Sur)

#### IPTV
- 186 - Patagonia Radio Televisión (Zapping)

## Ciudades hermanas
Puerto Montt está hermanado con:
- Osorno (Chile)
- Bariloche (Argentina)
- Puerto Madryn (Argentina).[189]
- Atapuerca (España).[190]
- Qingdao (República Popular China).[191]
- Ciudad de Quebec (Canadá).[192]